# Mistrovství světa v ledním hokeji 2022
85. mistrovství světa v ledním hokeji probíhalo v hlavním městě Finska Helsinkách a třetím největším městě Tampere. Rozhodnutí o jeho pořádání bylo učiněno v průběhu Mistrovství světa v ledním hokeji 2017 v Německu během kongresu Mezinárodní hokejové federace, který se konal 19. května 2017. Semifinále a finále se hrály v Tampere. Česko vstoupilo do turnaje výhrou 5:1 proti Velké Británii 14. května 2022 v Tampere. Mistrovství vyhrálo pořadatelské Finsko poté, co ve finálovém zápase 29. května 2022 porazilo Kanadu 4:3 v prodloužení. Vítězstvím domácího Finska se jeho kapitán Valtteri Filppula stal jako první Fin členem prestižního Triple Gold Clubu. Třetí místo obsadil český národní výběr, když porazil ve stejný den USA 8:4. Sestoupila Velká Británie a Itálie.
28. února 2022 Finská hokejová federace požadovala, aby byly okamžitě vyloučeny reprezentace Ruska a Běloruska za invazi na Ukrajinu. Rusko a Bělorusko byly nahrazeny reprezentacemi Francie a Rakouska.
Společnost Hartwall ukončila partnerství s arénou v Helsinkách z důvodu ruské invaze na Ukrajinu, protože ve vedení arény jsou ruští oligarchové. Z těchto důvodů se hala přejmenovala na Helsinki Halli, přesto se mistrovství konalo v jiné helsinské aréně Helsinki Ice Hall. Závěrečné zápasy se místo Helsinki Halli uskutečnily v Tampere.

## Výběr pořadatelské země
O pořádání 85. ročníku Mistrovství světa v ledním hokeji ve Finsku bylo rozhodnuto na základě hlasování kongresu Mezinárodní hokejové federace (IIHF) 19. května 2017 v Kolíně nad Rýnem. Finsko bylo jediným kandidátem na pořádání 86. ročníku MS v ledním hokeji. Finsko podalo kandidaturu již na pořádání Mistrovství světa v ledním hokeji v roce 2021, ale tehdy prohrálo s Běloruskem a Lotyšskem. Finsko hostí světový šampionát již podeváté.
| Země   | Počet hlasů     |
| ------ | --------------- |
| Finsko | Jediný kandidát |

## Stadiony
| Helsinky                          | Helsinky Tampere | Tampere                      |
| Helsinki Ice Hall Kapacita: 8 200 | Helsinky Tampere | Nokia Arena Kapacita: 13 455 |
|                                   | Helsinky Tampere |                              |

## Herní systém
Šestnáct účastníků je rozděleno do dvou skupin po 8 týmech. V rámci skupiny se utká každý s každým. Za vítězství v základní hrací době se udělují 3 body, za vítězství po prodloužení či samostatných nájezdech 2 body, za prohru po prodloužení či samostatných nájezdech 1 bod a za prohru v základní hrací době 0 bodů. Z každé skupiny postoupí čtveřice týmů s nejvyšším počtem bodů do čtvrtfinále play-off. Pro týmy na pátých až osmých místech ve skupinách turnaj skončí. Oba týmy z osmých míst automaticky sestoupí do 1. divize.

## Základní skupiny
Týmy byly do základních skupin rozděleny podle žebříčku IIHF pro rok 2021. Ve skupině s Finskem mělo být místo USA původně Rusko, ale pořadatelé využili v tomto případě možnost jednoho soupeře vyměnit.
| Skupina A – Helsinky | Skupina B – Tampere |
| -------------------- | ------------------- |
| Kanada (1)           | Finsko (2)          |
| Německo (5)          | USA (4)             |
| Švýcarsko (8)        | Česko (6)           |
| Slovensko (9)        | Švédsko (7)         |
| Dánsko (12)          | Lotyšsko (10)       |
| Kazachstán (13)      | Norsko (11)         |
| Francie (15)         | Velká Británie (16) |
| Itálie (17)          | Rakousko (18)       |

- Rusko ani Bělorusko se nezúčastní MS kvůli invazi na Ukrajinu.
- Francie a Rakousko nahradí Rusko a Bělorusko.[7]

### Skupina A – Helsinky

#### Tabulka
|  | Týmy postupující do čtvrtfinále |
|  | Tým sestupující do Divize 1     |

| Poř. | Tým        | Z | V | VP | PP | P | GV | GI | +/− | B  |
| ---- | ---------- | - | - | -- | -- | - | -- | -- | --- | -- |
| 1.   | Švýcarsko  | 7 | 6 | 1  | 0  | 0 | 34 | 15 | +19 | 20 |
| 2.   | Německo    | 7 | 5 | 0  | 1  | 1 | 26 | 20 | +6  | 16 |
| 3.   | Kanada     | 7 | 5 | 0  | 0  | 2 | 34 | 18 | +16 | 15 |
| 4.   | Slovensko  | 7 | 4 | 0  | 0  | 3 | 23 | 19 | +4  | 12 |
| 5.   | Dánsko     | 7 | 4 | 0  | 0  | 3 | 18 | 18 | 0   | 12 |
| 6.   | Francie    | 7 | 1 | 1  | 0  | 5 | 11 | 24 | -13 | 5  |
| 7.   | Kazachstán | 7 | 1 | 0  | 0  | 6 | 19 | 31 | -12 | 3  |
| 8.   | Itálie     | 7 | 0 | 0  | 1  | 6 | 12 | 32 | -20 | 1  |

#### Zápasy
Všechny časy zápasů jsou uvedeny ve středoevropském letním čase (UTC+02).
| 13. května 2022 15:20 | Francie | 2:4 (0:1, 2:2, 0:1) | Slovensko | Helsinki Ice Hall, Helsinky Návštěvnost: 3 731 |  |

| Zpráva                                                                                       |                                                                                              |                         | |                                                                               |
| Henri Corentin Buysse                                                                        | Henri Corentin Buysse                                                                        | Brankáři                | Patrik Rybár | Rozhodčí: Lassi Heikkinen Jake Rekucki Čároví: Daniel Beresford Elias Seewald |
| 26:06' Anthony Rech (Louis Boudon) 32:49' Jordann Perret (Valentin Claireaux, Yohann Auvitu) | 26:06' Anthony Rech (Louis Boudon) 32:49' Jordann Perret (Valentin Claireaux, Yohann Auvitu) | 0:1 0:2 1:2 2:2 2:3 2:4 | 10:23' Pavol Regenda (Mario Grman, Miloš Roman) 21:54' Tomáš Tatar (Juraj Slafkovský, Róbert Lantoši) 38:03' Samuel Takáč (Adam Liška, Šimon Nemec) 59:52' Pavol Regenda (Juraj Slafkovský, Peter Čerešňák) | Rozhodčí: Lassi Heikkinen Jake Rekucki Čároví: Daniel Beresford Elias Seewald |
| 10 min                                                                                       | 10 min                                                                                       | Tresty                  | 4 min | Rozhodčí: Lassi Heikkinen Jake Rekucki Čároví: Daniel Beresford Elias Seewald |
| 18                                                                                           | 18                                                                                           | Střely                  | 28 | Rozhodčí: Lassi Heikkinen Jake Rekucki Čároví: Daniel Beresford Elias Seewald |

| 13. května 2022 19:20 | Německo | 3:5 (0:2, 1:3, 2:0) | Kanada | Helsinki Ice Hall, Helsinky Návštěvnost: 4 632 |  |

| Zpráva | |                                 | |                                                                 |
| Philipp Grubauer | Philipp Grubauer | Brankáři                        | Logan Thompson | Rozhodčí: Andris Ansons Robin Šír Čároví: Jake Davis Josef Špůr |
| 27:24' Marc Michaelis (Moritz Seider, Leonhard Pföderl) 41:13' Matthias Plachta (Tim Stützle, Moritz Seider) 52:35' Moritz Seider (Tim Stützle, Leonhard Pföderl) | 27:24' Marc Michaelis (Moritz Seider, Leonhard Pföderl) 41:13' Matthias Plachta (Tim Stützle, Moritz Seider) 52:35' Moritz Seider (Tim Stützle, Leonhard Pföderl) | 0:1 0:2 1:2 1:3 1:4 1:5 2:5 3:5 | 08:06' Cole Sillinger (Josh Anderson, Adam Lowry) 17:22' Pierre-Luc Dubois (bez asistence) 31:37' Pierre-Luc Dubois (Nicolas Roy, Drake Batherson) 33:39' Kent Johnson (Dawson Mercer, Thomas Chabot) 37:35' Noah Gregor (Max Comtois, Travis Sanheim) | Rozhodčí: Andris Ansons Robin Šír Čároví: Jake Davis Josef Špůr |
| 6 min | 6 min | Tresty                          | 8 min | Rozhodčí: Andris Ansons Robin Šír Čároví: Jake Davis Josef Špůr |
| 21 | 21 | Střely                          | 27 | Rozhodčí: Andris Ansons Robin Šír Čároví: Jake Davis Josef Špůr |

| 14. května 2022 11:20 | Dánsko | 9:1 (3:0, 4:0, 2:1) | Kazachstán | Helsinki Ice Hall, Helsinky Návštěvnost: 3 035 |  |

| Zpráva | |                                         |                                           |                                                                          |
| Sebastian Dahm | Sebastian Dahm | Brankáři                                | Andrej Šutov, Ilja Rumjancev              | Rozhodčí: Andris Ansons Pierre Dehaen Čároví: Tommi Niittyla Davis Zunde |
| 02:03' Patrick Bjorkstrand (Mathias Bau Hansen, Oliver Larsen) 03:59' Felix Scheel (bez asistence) 04:51' Joachim Blichfeld (Nikolaj Ehlers, Markus Lauridsen) 22:26' Frederik Storm (Nikolaj Ehlers, Jesper Jensen) 26:22' Julian Jakobsen (Mikkel Aagaard) 29:54' Joachim Blichfeld (Nikolaj Ehlers, Markus Lauridsen) 39:36' Oliver Larsen (Mathias Bau Hansen, Markus Lauridsen) 40:43' Peter Regin (Oliver Lauridsen, Frederik Storm) 50:03' Joachim Blichfeld (Markus Lauridsen, Mathias Bau Hansen) | 02:03' Patrick Bjorkstrand (Mathias Bau Hansen, Oliver Larsen) 03:59' Felix Scheel (bez asistence) 04:51' Joachim Blichfeld (Nikolaj Ehlers, Markus Lauridsen) 22:26' Frederik Storm (Nikolaj Ehlers, Jesper Jensen) 26:22' Julian Jakobsen (Mikkel Aagaard) 29:54' Joachim Blichfeld (Nikolaj Ehlers, Markus Lauridsen) 39:36' Oliver Larsen (Mathias Bau Hansen, Markus Lauridsen) 40:43' Peter Regin (Oliver Lauridsen, Frederik Storm) 50:03' Joachim Blichfeld (Markus Lauridsen, Mathias Bau Hansen) | 1:0 2:0 3:0 4:0 5:0 6:0 7:0 8:0 9:0 9:1 | 58:37' Kirill Savickij (Arkadij Šesťakov) | Rozhodčí: Andris Ansons Pierre Dehaen Čároví: Tommi Niittyla Davis Zunde |
| 8 min | 8 min | Tresty                                  | 16 min                                    | Rozhodčí: Andris Ansons Pierre Dehaen Čároví: Tommi Niittyla Davis Zunde |
| 37 | 37 | Střely                                  | 26                                        | Rozhodčí: Andris Ansons Pierre Dehaen Čároví: Tommi Niittyla Davis Zunde |

| 14. května 2022 15:20 | Švýcarsko | 5:2 (3:0, 1:0, 1:2) | Itálie | Helsinki Ice Hall, Helsinky Návštěvnost: 3 641 |  |

| Zpráva | |                             | |                                                                         |
| Reto Berra | Reto Berra | Brankáři                    | Andreas Bernard                                                                                       | Rozhodčí: Roy Stian Hansen Peter Stano Čároví: Elias Seewald Josef Špůr |
| 00:49' Denis Malgin (Dario Simion, Jonas Siegenthaler) 17:05' Calvin Thürkauf (Enzo Corvi, Jonas Siegenthaler) 19:42' Andres Ambühl (Jonas Siegenthaler, Tristan Scherwey) 26:20' Calvin Thürkauf (Philipp Kurashev, Tristan Scherwey) 58:20' Nico Hischier (Timo Meier, Christoph Bertschy) | 00:49' Denis Malgin (Dario Simion, Jonas Siegenthaler) 17:05' Calvin Thürkauf (Enzo Corvi, Jonas Siegenthaler) 19:42' Andres Ambühl (Jonas Siegenthaler, Tristan Scherwey) 26:20' Calvin Thürkauf (Philipp Kurashev, Tristan Scherwey) 58:20' Nico Hischier (Timo Meier, Christoph Bertschy) | 1:0 2:0 3:0 4:0 4:1 5:1 5:2 | 48:40' Daniel Glira (Dante Hannoun, Brandon McNally) 58:52' Dante Hannoun (Simon Kostner, Alex Petan) | Rozhodčí: Roy Stian Hansen Peter Stano Čároví: Elias Seewald Josef Špůr |
| 4 min | 4 min | Tresty                      | 4 min                                                                                                 | Rozhodčí: Roy Stian Hansen Peter Stano Čároví: Elias Seewald Josef Špůr |
| 47 | 47 | Střely                      | 14 | Rozhodčí: Roy Stian Hansen Peter Stano Čároví: Elias Seewald Josef Špůr |

| 14. května 2022 19:20 | Slovensko | 1:2 (0:0, 1:2, 0:0) | Německo | Helsinki Ice Hall, Helsinky Návštěvnost: 4 387 |  |

| Zpráva                                               |                                                      |             |                                                                                  |                                                                              |
| Patrik Rybár                                         | Patrik Rybár                                         | Brankáři    | Philipp Grubauer                                                                 | Rozhodčí: Lassi Heikkinen Linus Öhlund Čároví: Hannu Sormunen Emil Yletyinen |
| 31:15' Kristián Pospíšil (Adam Jánošík, Alex Tamáši) | 31:15' Kristián Pospíšil (Adam Jánošík, Alex Tamáši) | 0:1 0:2 1:2 | 21:34' Matthias Plachta (Moritz Müller) 26:41' Leonhard Pföderl (Marcel Noebels) | Rozhodčí: Lassi Heikkinen Linus Öhlund Čároví: Hannu Sormunen Emil Yletyinen |
| 6 min                                                | 6 min                                                | Tresty      | 4 min                                                                            | Rozhodčí: Lassi Heikkinen Linus Öhlund Čároví: Hannu Sormunen Emil Yletyinen |
| 29                                                   | 29                                                   | Střely      | 16                                                                               | Rozhodčí: Lassi Heikkinen Linus Öhlund Čároví: Hannu Sormunen Emil Yletyinen |

| 15. května 2022 11:20 | Itálie | 1:6 (1:1, 0:3, 0:2) | Kanada | Helsinki Ice Hall, Helsinky Návštěvnost: 2 616 |  |

| Zpráva                                               |                                                      |                             | |                                                                               |
| Justin Fazio                                         | Justin Fazio                                         | Brankáři                    | Chris Driedger | Rozhodčí: Pierre Dehaen Roy Stian Hansen Čároví: Daniel Beresford Davis Zunde |
| 12:57' Phil Pietroniro (Brandon McNally, Luca Frigo) | 12:57' Phil Pietroniro (Brandon McNally, Luca Frigo) | 1:0 1:1 1:2 1:3 1:4 1:5 1:6 | 15:50' Travis Sanheim (Damon Severson, Josh Anderson) 28:15' Josh Anderson (Dysin Mayo, Adam Lowry) 35:14' Nicolas Roy (Pierre-Luc Dubois, Ryan Graves) 37:30' Kent Johnson (Thomas Chabot, Matt Barzal) 42:49' Dysin Mayo (Max Comtois, Dawson Mercer) 54:54' Noah Gregor (Dawson Mercer) | Rozhodčí: Pierre Dehaen Roy Stian Hansen Čároví: Daniel Beresford Davis Zunde |
| 2 min                                                | 2 min                                                | Tresty                      | 8 min | Rozhodčí: Pierre Dehaen Roy Stian Hansen Čároví: Daniel Beresford Davis Zunde |
| 12                                                   | 12                                                   | Střely                      | 30 | Rozhodčí: Pierre Dehaen Roy Stian Hansen Čároví: Daniel Beresford Davis Zunde |

| 15. května 2022 15:20 | Francie | 2:1 (0:1, 2:0, 0:0) | Kazachstán | Helsinki Ice Hall, Helsinky Návštěvnost: 1 801 |  |

| Zpráva | |             |                                                          |                                                                       |
| Henri Corentin Buysse                                                                                         | Henri Corentin Buysse                                                                                         | Brankáři    | Andrej Šutov                                             | Rozhodčí: Robin Šír Peter Stano Čároví: Tommi Niittyla Emil Yletyinen |
| 32:31' Alexandre Texier (Hugo Gallet, Anthony Rech) 39:35' Florian Chakiachvili (Alexandre Texier, Tim Bozon) | 32:31' Alexandre Texier (Hugo Gallet, Anthony Rech) 39:35' Florian Chakiachvili (Alexandre Texier, Tim Bozon) | 0:1 1:1 2:1 | 05:08' Valerij Orechov (Nikita Michajlis, Jesse Blacker) | Rozhodčí: Robin Šír Peter Stano Čároví: Tommi Niittyla Emil Yletyinen |
| 2 min | 2 min | Tresty      | 4 min                                                    | Rozhodčí: Robin Šír Peter Stano Čároví: Tommi Niittyla Emil Yletyinen |
| 23 | 23 | Střely      | 27                                                       | Rozhodčí: Robin Šír Peter Stano Čároví: Tommi Niittyla Emil Yletyinen |

| 15. května 2022 19:20 | Dánsko | 0:6 (0:1, 0:4, 0:1) | Švýcarsko | Helsinki Ice Hall, Helsinky Návštěvnost: 2 645 |  |

| Zpráva                          |                                 |                         | |                                                                       |
| Frederik Dichow, Sebastian Dahm | Frederik Dichow, Sebastian Dahm | Brankáři                | Leonardo Genoni | Rozhodčí: Linus Öhlund Jake Rekucki Čároví: Jake Davis Hannu Sormunen |
|                                 |                                 | 0:1 0:2 0:3 0:4 0:5 0:6 | 08:58' Fabrice Herzog (Andrea Glauser, Enzo Corvi) 21:03' Timo Meier (Janis Moser, Denis Malgin) 25:01' Pius Suter (Denis Malgin, Dario Simion) 32:39' Janis Moser (Denis Malgin, Pius Suter) 37:33' Philipp Kurashev (Nico Hischier, Enzo Corvi) 46:39' Denis Malgin (Timo Meier, Janis Moser) | Rozhodčí: Linus Öhlund Jake Rekucki Čároví: Jake Davis Hannu Sormunen |
| 8 min                           | 8 min                           | Tresty                  | 12 min | Rozhodčí: Linus Öhlund Jake Rekucki Čároví: Jake Davis Hannu Sormunen |
| 19                              | 19                              | Střely                  | 29 | Rozhodčí: Linus Öhlund Jake Rekucki Čároví: Jake Davis Hannu Sormunen |

| 16. května 2022 15:20 | Slovensko | 1:5 (1:1, 0:2, 0:2) | Kanada | Helsinki Ice Hall, Helsinky Návštěvnost: 3 585 |  |

| Zpráva                                           |                                                  |                         | |                                                                           |
| Adam Húska                                       | Adam Húska                                       | Brankáři                | Logan Thompson | Rozhodčí: Andris Ansons Linus Ohlund Čároví: Elias Seewald Emil Yletyinen |
| 12:47' Samuel Takáč (Šimon Nemec, Pavol Regenda) | 12:47' Samuel Takáč (Šimon Nemec, Pavol Regenda) | 0:1 1:1 1:2 1:3 1:4 1:5 | 10:48' Adam Lowry (Damon Severson, Josh Anderson) 26:11' Pierre-Luc Dubois (Dylan Cozens, Nicolas Roy) 37:56' Pierre-Luc Dubois (Morgan Geekie, Ryan Graves) 41:08' Cole Sillinger (Adam Lowry, Josh Anderson) 51:18' Morgan Geekie (Dylan Cozens, Nick Holden) | Rozhodčí: Andris Ansons Linus Ohlund Čároví: Elias Seewald Emil Yletyinen |
| 8 min                                            | 8 min                                            | Tresty                  | 8 min | Rozhodčí: Andris Ansons Linus Ohlund Čároví: Elias Seewald Emil Yletyinen |
| 35                                               | 35                                               | Střely                  | 44 | Rozhodčí: Andris Ansons Linus Ohlund Čároví: Elias Seewald Emil Yletyinen |

| 16. května 2022 19:20 | Francie | 2:3 (1:2, 1:0, 0:1) | Německo | Helsinki Ice Hall, Helsinky Návštěvnost: 2 652 |  |

| Zpráva | |                     | |                                                                           |
| Sebastian Ylonen | Sebastian Ylonen | Brankáři            | Mathias Niederberger | Rozhodčí: Roy Stian Hansen Lassi Heikkinen Čároví: Josef Špůr Davis Zunde |
| 14:48' Alexandre Texier (Tim Bozon, Florian Chakiachvili) 31:18' Hugo Gallet (Charles Bertrand, Valentin Claireaux) | 14:48' Alexandre Texier (Tim Bozon, Florian Chakiachvili) 31:18' Hugo Gallet (Charles Bertrand, Valentin Claireaux) | 0:1 1:1 1:2 2:2 2:3 | 02:04' Daniel Fischbuch (Leonhard Pföderl, Marc Michaelis) 17:51' Alexander Ehl (Dominik Bittner, Maximilian Kastner) 45:45' Leonhard Pföderl (Marcel Noebels, Marc Michaelis) | Rozhodčí: Roy Stian Hansen Lassi Heikkinen Čároví: Josef Špůr Davis Zunde |
| 6 min | 6 min | Tresty              | 6 min | Rozhodčí: Roy Stian Hansen Lassi Heikkinen Čároví: Josef Špůr Davis Zunde |
| 18 | 18 | Střely              | 30 | Rozhodčí: Roy Stian Hansen Lassi Heikkinen Čároví: Josef Špůr Davis Zunde |

| 17. května 2022 15:20 | Itálie | 1:2 (0:1, 1:0, 0:1) | Dánsko | Helsinki Ice Hall, Helsinky Návštěvnost: 2 557 |  |

| Zpráva                                                |                                                       |             |                                                                                           |                                                                    |
| Andreas Bernard                                       | Andreas Bernard                                       | Brankáři    | Sebastian Dahm                                                                            | Rozhodčí: Pierre Dehaen Robin Šír Čároví: Elias Seewald Josef Špůr |
| 39:00' Alex Petan (Dante Hannoun, Enrico Miglioranzi) | 39:00' Alex Petan (Dante Hannoun, Enrico Miglioranzi) | 0:1 1:1 1:2 | 15:54' Nikolaj Ehlers (Joachim Blichfeld, Mathias Bau) 41:46' Mathias Bau (Nicolai Meyer) | Rozhodčí: Pierre Dehaen Robin Šír Čároví: Elias Seewald Josef Špůr |
| 12 min                                                | 12 min                                                | Tresty      | 6 min                                                                                     | Rozhodčí: Pierre Dehaen Robin Šír Čároví: Elias Seewald Josef Špůr |
| 14                                                    | 14                                                    | Střely      | 45                                                                                        | Rozhodčí: Pierre Dehaen Robin Šír Čároví: Elias Seewald Josef Špůr |

| 17. května 2022 19:20 | Švýcarsko | 3:2 (0:0, 2:0, 1:2) | Kazachstán | Helsinki Ice Hall, Helsinky Návštěvnost: 2 858 |  |

| Zpráva | |                     |                                                                                             |                                                                             |
| Sandro Aeschlimann | Sandro Aeschlimann | Brankáři            | Andrej Šutov                                                                                | Rozhodčí: Roy Stian Hansen Peter Stano Čároví: Daniel Beresford Davis Zunde |
| 23:58' Denis Malgin (Philipp Kurashev, Jonas Siegenthaler) 34:32' Dario Simion (bez asistence) 55:39' Fabrice Herzog (Andres Ambühl) | 23:58' Denis Malgin (Philipp Kurashev, Jonas Siegenthaler) 34:32' Dario Simion (bez asistence) 55:39' Fabrice Herzog (Andres Ambühl) | 1:0 2:0 2:1 3:1 3:2 | 45:47' Jesse Blacker (bez asistence) 57:52' Valerij Orechov (Nikita Michajlis, Curtis Valk) | Rozhodčí: Roy Stian Hansen Peter Stano Čároví: Daniel Beresford Davis Zunde |
| 4 min | 4 min | Tresty              | 4 min                                                                                       | Rozhodčí: Roy Stian Hansen Peter Stano Čároví: Daniel Beresford Davis Zunde |
| 43 | 43 | Střely              | 14                                                                                          | Rozhodčí: Roy Stian Hansen Peter Stano Čároví: Daniel Beresford Davis Zunde |

| 18. května 2022 15:20 | Francie | 2:1 PP (0:1, 0:0, 1:0 - 1:0) | Itálie | Helsinki Ice Hall, Helsinky Návštěvnost: 1 543 |  |

| Zpráva                                                           |                                                                  |             |                                                      |                                                                              |
| Henri Corentin Buysse                                            | Henri Corentin Buysse                                            | Brankáři    | Andreas Bernard                                      | Rozhodčí: Lassi Heikkinen Linus Öhlund Čároví: Tommi Niittyla Emil Yletyinen |
| 14:42' Luca Frigo (bez asistence) 61:04' Hugo Gallet (Tim Bozon) | 14:42' Luca Frigo (bez asistence) 61:04' Hugo Gallet (Tim Bozon) | 1:0 1:1 2:1 | 58:54' Sascha Treille (Damien Fleury, Yohann Auvitu) | Rozhodčí: Lassi Heikkinen Linus Öhlund Čároví: Tommi Niittyla Emil Yletyinen |
| 10 min                                                           | 10 min                                                           | Tresty      | 6 min                                                | Rozhodčí: Lassi Heikkinen Linus Öhlund Čároví: Tommi Niittyla Emil Yletyinen |
| 36                                                               | 36                                                               | Střely      | 21                                                   | Rozhodčí: Lassi Heikkinen Linus Öhlund Čároví: Tommi Niittyla Emil Yletyinen |

| 18. května 2022 19:20 | Švýcarsko | 5:3 (1:1, 2:1, 2:1) | Slovensko | Helsinki Ice Hall, Helsinky Návštěvnost: 2 504 |  |

| Zpráva | |                                 | |                                                                        |
| Leonardo Genoni | Leonardo Genoni | Brankáři                        | Adam Húska | Rozhodčí: Andris Ansons Jake Rekucki Čároví: Jake Davis Hannu Sormunen |
| 00:52' Denis Malgin (Pius Suter) 23:56' Dominik Egli (Tristan Scherwey, Christoph Bertschy) 32:59' Timo Meier (Pius Suter) 45:44' Nico Hischier (Christian Marti) 59:36' Fabrice Herzog (Denis Malgin, Pius Suter) | 00:52' Denis Malgin (Pius Suter) 23:56' Dominik Egli (Tristan Scherwey, Christoph Bertschy) 32:59' Timo Meier (Pius Suter) 45:44' Nico Hischier (Christian Marti) 59:36' Fabrice Herzog (Denis Malgin, Pius Suter) | 1:0 1:1 2:1 2:2 3:2 4:2 4:3 5:3 | 10:33' Miloš Roman (Róbert Lantoši, Adam Liška) 25:32' Juraj Slafkovský (Michal Krištof, Tomáš Tatar) 49:07' Samuel Takáč (Adam Sýkora, Mario Grman) | Rozhodčí: Andris Ansons Jake Rekucki Čároví: Jake Davis Hannu Sormunen |
| 43 min | 43 min | Tresty                          | 10 min | Rozhodčí: Andris Ansons Jake Rekucki Čároví: Jake Davis Hannu Sormunen |
| 30 | 30 | Střely                          | 16 | Rozhodčí: Andris Ansons Jake Rekucki Čároví: Jake Davis Hannu Sormunen |

| 19. května 2022 17:00 | Německo | 1:0 (0:0, 1:0, 0:0) | Dánsko | Helsinki Ice Hall, Helsinky Návštěvnost: 2 570 |  |

| Zpráva                                                   |                                                          |          |                |                                                                         |
| Philipp Grubauer                                         | Philipp Grubauer                                         | Brankáři | Sebastian Dahm | Rozhodčí: Lassi Heikkinen Peter Stano Čároví: Jake Davis Hannu Sormunen |
| 32:41' Marc Michaelis (Marcel Noebels, Daniel Fischbuch) | 32:41' Marc Michaelis (Marcel Noebels, Daniel Fischbuch) | 1:0      |                | Rozhodčí: Lassi Heikkinen Peter Stano Čároví: Jake Davis Hannu Sormunen |
| 4 min                                                    | 4 min                                                    | Tresty   | 6 min          | Rozhodčí: Lassi Heikkinen Peter Stano Čároví: Jake Davis Hannu Sormunen |
| 13                                                       | 13                                                       | Střely   | 18             | Rozhodčí: Lassi Heikkinen Peter Stano Čároví: Jake Davis Hannu Sormunen |

| 19. května 2022 21:30 | Kanada | 6:3 (3:2, 1:0, 2:1) | Kazachstán | Helsinki Ice Hall, Helsinky Návštěvnost: 2 299 |  |

| Zpráva | |                                     | |                                                                                     |
| Logan Thompson | Logan Thompson | Brankáři                            | Andrej Šutov | Rozhodčí: Jake Rekucki Marian Rohatsch Čároví: Nicolas Constantineau Tommi Niittyla |
| 03:45' Dylan Cozens (Ryan Graves, Nicolas Roy) 14:18' Drake Batherson (Kent Johnson, Ryan Graves) 17:20' Adam Lowry (Kent Johnson, Josh Anderson) 32:14' Damon Severson (Noah Gergor) 51:58' Dylan Cozens (Drake Batherson, Damon Severson) 59:11' Dylan Cozens (Pierre-Luc Dubois, Damon Severson) | 03:45' Dylan Cozens (Ryan Graves, Nicolas Roy) 14:18' Drake Batherson (Kent Johnson, Ryan Graves) 17:20' Adam Lowry (Kent Johnson, Josh Anderson) 32:14' Damon Severson (Noah Gergor) 51:58' Dylan Cozens (Drake Batherson, Damon Severson) 59:11' Dylan Cozens (Pierre-Luc Dubois, Damon Severson) | 0:1 1:1 1:2 2:2 3:2 4:2 4:3 5:3 6:3 | 02:25' Jegor Petuchov (Dmitrij Gurkov, Alichan Asetov) 12:16' Arkadij Šesťakov (Pavel Akolzin, Kirill Panjukov) 47:55' Kirill Savickij (Nikita Michajlis, Valerij Orechov) | Rozhodčí: Jake Rekucki Marian Rohatsch Čároví: Nicolas Constantineau Tommi Niittyla |
| 14 min | 14 min | Tresty                              | 14 min | Rozhodčí: Jake Rekucki Marian Rohatsch Čároví: Nicolas Constantineau Tommi Niittyla |
| 37 | 37 | Střely                              | 19 | Rozhodčí: Jake Rekucki Marian Rohatsch Čároví: Nicolas Constantineau Tommi Niittyla |

| 20. května 2022 15:20 | Německo | 9:4 (4:0, 2:1, 3:3) | Itálie | Helsinki Ice Hall, Helsinky Návštěvnost: 3 311 |  |

| Zpráva | |                                                     | |                                                                              |
| Mathias Niederberger | Mathias Niederberger | Brankáři                                            | Davide Fadani, Justin Fazio | Rozhodčí: Andris Ansons Linus Öhlund Čároví: Daniel Beresford Emil Yletyinen |
| 05:01' Alexander Karachun (Jonas Müller, Stefan Loibl) 06:17' Kai Wissmann (Maximilian Kastner) 13:14' Yasin Ehliz (Dominik Bittner, Marc Michaelis) 17:57' Daniel Fischbuch (Kai Wissmann, Lukas Reichel) 25:01' Lukas Reichel (Marcel Noebels, Marc Michaelis) 34:55' Daniel Fischbuch (Lukas Reichel, Kai Wissmann) 41:24' Yasin Ehliz (Marc Michaelis, Daniel Schmölz) 42:45' Alexander Karachun (Daniel Schmölz, Stefan Loibl) 57:04' Samuel Soramies (Kai Wissmann, Maximilian Kastner) | 05:01' Alexander Karachun (Jonas Müller, Stefan Loibl) 06:17' Kai Wissmann (Maximilian Kastner) 13:14' Yasin Ehliz (Dominik Bittner, Marc Michaelis) 17:57' Daniel Fischbuch (Kai Wissmann, Lukas Reichel) 25:01' Lukas Reichel (Marcel Noebels, Marc Michaelis) 34:55' Daniel Fischbuch (Lukas Reichel, Kai Wissmann) 41:24' Yasin Ehliz (Marc Michaelis, Daniel Schmölz) 42:45' Alexander Karachun (Daniel Schmölz, Stefan Loibl) 57:04' Samuel Soramies (Kai Wissmann, Maximilian Kastner) | 1:0 2:0 3:0 4:0 5:0 5:1 6:1 7:1 8:1 8:2 8:3 9:3 9:4 | 25:37' Tommaso Traversa (Enrico Miglioranzi, Phil Pietroniro) 47:26' Luca Frigo (Alex Petan) 49:50' Daniel Mantenuto (Alex Trivellato, Simon Kostner) 59:41' Alex Petan (Dante Hannoun, Daniel Glira) | Rozhodčí: Andris Ansons Linus Öhlund Čároví: Daniel Beresford Emil Yletyinen |
| 4 min | 4 min | Tresty                                              | 8 min | Rozhodčí: Andris Ansons Linus Öhlund Čároví: Daniel Beresford Emil Yletyinen |
| 26 | 26 | Střely                                              | 20 | Rozhodčí: Andris Ansons Linus Öhlund Čároví: Daniel Beresford Emil Yletyinen |

| 20. května 2022 19:20 | Kazachstán | 3:4 (2:1, 0:3, 1:0) | Slovensko | Helsinki Ice Hall, Helsinky Návštěvnost: 3 068 |  |

| Zpráva | |                             | |                                                                     |
| Andrej Šutov | Andrej Šutov | Brankáři                    | Adam Húska | Rozhodčí: Roy Stian Hansen Robin Šír Čároví: Jake Davis Davis Zunde |
| 15:17' Kirill Panjukov (Jesse Blacker, Valerij Orechov) 17:52' Dmitrij Ševčenko (Roman Starčenko, Curtis Valk) 43:32' Kirill Panjukov (Valerij Orechov) | 15:17' Kirill Panjukov (Jesse Blacker, Valerij Orechov) 17:52' Dmitrij Ševčenko (Roman Starčenko, Curtis Valk) 43:32' Kirill Panjukov (Valerij Orechov) | 0:1 1:1 2:1 2:2 2:3 2:4 3:4 | 12:12' Andrej Kollár (Samuel Takáč) 29:47' Martin Fehérváry (Adam Liška, Juraj Slafkovský) 33:18' Adam Liška (Michal Krištof, Adam Húska) 34:26' Juraj Slafkovský (trestné střílení) | Rozhodčí: Roy Stian Hansen Robin Šír Čároví: Jake Davis Davis Zunde |
| 5 min | 5 min | Tresty                      | 6 min | Rozhodčí: Roy Stian Hansen Robin Šír Čároví: Jake Davis Davis Zunde |
| 17 | 17 | Střely                      | 34 | Rozhodčí: Roy Stian Hansen Robin Šír Čároví: Jake Davis Davis Zunde |

| 21. května 2022 11:20 | Dánsko | 3:0 (1:0, 1:0, 1:0) | Francie | Helsinki Ice Hall, Helsinky Návštěvnost: 3 007 |  |

| Zpráva | |             |                       |                                                                                 |
| Sebastian Dahm | Sebastian Dahm | Brankáři    | Henri Corentin Buysse | Rozhodčí: Roy Stian Hansen Jake Rekucki Čároví: Daniel Beresford Hannu Sormunen |
| 16:43' Peter Regin (Federik Storm, Markus Lauridsen) 25:28' Joachim Blichfeld (Markus Lauridsen, Nikolaj Ehlers) 58:24' Julian Jakobsen (Federik Storm) | 16:43' Peter Regin (Federik Storm, Markus Lauridsen) 25:28' Joachim Blichfeld (Markus Lauridsen, Nikolaj Ehlers) 58:24' Julian Jakobsen (Federik Storm) | 1:0 2:0 3:0 |                       | Rozhodčí: Roy Stian Hansen Jake Rekucki Čároví: Daniel Beresford Hannu Sormunen |
| 6 min | 6 min | Tresty      | 10 min                | Rozhodčí: Roy Stian Hansen Jake Rekucki Čároví: Daniel Beresford Hannu Sormunen |
| 30 | 30 | Střely      | 19                    | Rozhodčí: Roy Stian Hansen Jake Rekucki Čároví: Daniel Beresford Hannu Sormunen |

| 21. května 2022 15:20 | Kanada | 3:6 (3:3, 0:1, 0:2) | Švýcarsko | Helsinki Ice Hall, Helsinky Návštěvnost: 5 676 |  |

| Zpráva | |                                     | |                                                                      |
| Logan Thompson | Logan Thompson | Brankáři                            | Leonardo Genoni | Rozhodčí: Lassi Heikkinen Linus Öhlund Čároví: Jake Davis Josef Špůr |
| 11:52' Kent Johnson (Matt Barzal, Ryan Graves) 14:11' Adam Lowry (bez asistence) 19:03' Drake Batherson (Matt Barzal) | 11:52' Kent Johnson (Matt Barzal, Ryan Graves) 14:11' Adam Lowry (bez asistence) 19:03' Drake Batherson (Matt Barzal) | 1:0 1:1 2:1 2:2 3:2 3:3 3:4 3:5 3:6 | 12:51' Michael Fora (Timo Meier, Philipp Kurashev) 15:33' Dean Kukan (Nico Hischier, Enzo Corvi) 19:51' Jonas Siegenthaler (Pius Suter, Denis Malgin) 26:13' Nico Hischier (Dean Kukan) 43:41' Pius Suter (Denis Malgin, Dario Simion) 58:01' Timo Meier (bez asistence) | Rozhodčí: Lassi Heikkinen Linus Öhlund Čároví: Jake Davis Josef Špůr |
| 8 min | 8 min | Tresty                              | 9 min | Rozhodčí: Lassi Heikkinen Linus Öhlund Čároví: Jake Davis Josef Špůr |
| 25 | 25 | Střely                              | 27 | Rozhodčí: Lassi Heikkinen Linus Öhlund Čároví: Jake Davis Josef Špůr |

| 21. května 2022 19:20 | Itálie | 1:3 (0:2, 0:0, 1:1) | Slovensko | Helsinki Ice Hall, Helsinky Návštěvnost: 3 442 |  |

| Zpráva                                 |                                        |                 | |                                                                                   |
| Andreas Bernard                        | Andreas Bernard                        | Brankáři        | Adam Húska | Rozhodčí: Andris Ansons Marian Rohatsch Čároví: Nicolas Constantineau Davis Zunde |
| 44:09' Alex Trivellato (Simon Kostner) | 44:09' Alex Trivellato (Simon Kostner) | 0:1 0:2 1:2 1:3 | 10:31' Michal Krištof (Tomáš Tatar, Juraj Slafkovský) 19:54' Adam Sýkora (Juraj Slafkovský, Tomáš Tatar) 49:14' Alex Tamáši (Michal Ivan, Róbert Lantoši) | Rozhodčí: Andris Ansons Marian Rohatsch Čároví: Nicolas Constantineau Davis Zunde |
| 10 min                                 | 10 min                                 | Tresty          | 8 min | Rozhodčí: Andris Ansons Marian Rohatsch Čároví: Nicolas Constantineau Davis Zunde |
| 17                                     | 17                                     | Střely          | 34 | Rozhodčí: Andris Ansons Marian Rohatsch Čároví: Nicolas Constantineau Davis Zunde |

| 22. května 2022 15:20 | Kazachstán | 4:5 (2:3, 1:1, 1:1) | Německo | Helsinki Ice Hall, Helsinky Návštěvnost: 3 124 |  |

| Zpráva | |                                     | |                                                                                  |
| Andrej Šutov | Andrej Šutov | Brankáři                            | Dustin Strahlmeier | Rozhodčí: Roy Stian Hansen Linus Öhlund Čároví: Daniel Beresford Tommi Niittylaa |
| 02:57' Roman Starčenko (bez asistence) 15:46' Jegor Petuchov (Alichan Asetov, Samat Danijar) 39:29' Pavel Alkozin (Roman Starčenko, Samat Danijar) 40:38' Nikita Michajlis (Anton Sagadějev, Leonid Metalnikov) | 02:57' Roman Starčenko (bez asistence) 15:46' Jegor Petuchov (Alichan Asetov, Samat Danijar) 39:29' Pavel Alkozin (Roman Starčenko, Samat Danijar) 40:38' Nikita Michajlis (Anton Sagadějev, Leonid Metalnikov) | 1:0 1:1 2:1 2:2 2:3 2:4 3:4 4:4 4:5 | 04:38' Jonas Müller (Dominik Bittner, Alexander Karachun) 16:10' Leonhard Pföderl (Moritz Seider) 18:33' Daniel Fischbuch (Fabio Wagner, Moritz Seider) 25:52' Lukas Reichel (Leon Gawanke, Marcel Noebels) 47:08' Yasin Ehliz (Kai Wissmann, Dominik Bittner) | Rozhodčí: Roy Stian Hansen Linus Öhlund Čároví: Daniel Beresford Tommi Niittylaa |
| 6 min | 6 min | Tresty                              | 4 min | Rozhodčí: Roy Stian Hansen Linus Öhlund Čároví: Daniel Beresford Tommi Niittylaa |
| 22 | 22 | Střely                              | 36 | Rozhodčí: Roy Stian Hansen Linus Öhlund Čároví: Daniel Beresford Tommi Niittylaa |

| 22. května 2022 19:20 | Švýcarsko | 5:2 (0:2, 3:0, 2:0) | Francie | Helsinki Ice Hall, Helsinky Návštěvnost: 3 997 |  |

| Zpráva | |                             |                                                                                                 |                                                                                 |
| Reto Berra | Reto Berra | Brankáři                    | Sebastian Ylonen                                                                                | Rozhodčí: Jeff Ingram Fraser Lawrence Čároví: Andreas Weise Kroyer Jonas Merten |
| 20:25' Nico Hischier (Timo Meier, Dean Kukan) 32:27' Damien Riat (Tobias Geisser, Nico Hischier) 35:42' Andres Ambühl (Enzo Corvi, Dean Kukan) 51:17' Dean Kukan (Fabrice Herzog, Enzo Corvi) 59:38' Nico Hischier (Fabrice Herzog, Andres Ambühl) | 20:25' Nico Hischier (Timo Meier, Dean Kukan) 32:27' Damien Riat (Tobias Geisser, Nico Hischier) 35:42' Andres Ambühl (Enzo Corvi, Dean Kukan) 51:17' Dean Kukan (Fabrice Herzog, Enzo Corvi) 59:38' Nico Hischier (Fabrice Herzog, Andres Ambühl) | 0:1 0:2 1:2 2:2 3:2 4:2 5:2 | 04:58' Alexandre Texier (bez asistence) 13:25' Valentin Claireaux (Alexandre Texier, Tim Bozon) | Rozhodčí: Jeff Ingram Fraser Lawrence Čároví: Andreas Weise Kroyer Jonas Merten |
| 6 min | 6 min | Tresty                      | 14 min                                                                                          | Rozhodčí: Jeff Ingram Fraser Lawrence Čároví: Andreas Weise Kroyer Jonas Merten |
| 39 | 39 | Střely                      | 19                                                                                              | Rozhodčí: Jeff Ingram Fraser Lawrence Čároví: Andreas Weise Kroyer Jonas Merten |

| 23. května 2022 15:20 | Kazachstán | 5:2 (2:1, 1:1, 2:0) | Itálie | Helsinki Ice Hall, Helsinky Návštěvnost: 1 983 |  |

| Zpráva | |                             | |                                                                      |
| Andrej Šutov | Andrej Šutov | Brankáři                    | Andreas Bernard, Justin Fazio                                                                                  | Rozhodčí: Jake Rekucki Peter Stano Čároví: Hannu Sormunen Josef Špůr |
| 11:22' Curtis Valk (Darren Dietz, Roman Starčenko) 15:59' Valerij Orechov (Nikita Michajlis, Michail Rachmanov) 24:29' Alichan Asetov (Jegor Petuchov, Jesse Blacker) 43:29' Roman Starčenko (Darren Dietz, Jesse Blacker) 46:02' Nikita Michajlis (Valerij Orechov, Pavel Akolzin) | 11:22' Curtis Valk (Darren Dietz, Roman Starčenko) 15:59' Valerij Orechov (Nikita Michajlis, Michail Rachmanov) 24:29' Alichan Asetov (Jegor Petuchov, Jesse Blacker) 43:29' Roman Starčenko (Darren Dietz, Jesse Blacker) 46:02' Nikita Michajlis (Valerij Orechov, Pavel Akolzin) | 1:0 1:1 2:1 3:1 3:2 4:2 5:2 | 14:57' Brandon McNally (Enrico Miglioranzi, Phil Pietroniro) 25:26' Diego Kostner (Dylan Perna, Dante Hannoun) | Rozhodčí: Jake Rekucki Peter Stano Čároví: Hannu Sormunen Josef Špůr |
| 4 min | 4 min | Tresty                      | 27 min | Rozhodčí: Jake Rekucki Peter Stano Čároví: Hannu Sormunen Josef Špůr |
| 35 | 35 | Střely                      | 15 | Rozhodčí: Jake Rekucki Peter Stano Čároví: Hannu Sormunen Josef Špůr |

| 23. května 2022 19:20 | Kanada | 2:3 (0:2, 1:0, 1:1) | Dánsko | Helsinki Ice Hall, Helsinky Návštěvnost: 4 005 |  |

| Zpráva                                                                                 |                                                                                        |                     | |                                                                            |
| Chris Driedger                                                                         | Chris Driedger                                                                         | Brankáři            | Sebastian Dahm | Rozhodčí: Robin Šír Miroslav Stolc Čároví: Daniel Beresford Emil Yletyinen |
| 22:33' Max Comtois (Adam Lowry) 56:09' Ryan Graves (Damon Severson, Pierre-Luc Dubois) | 22:33' Max Comtois (Adam Lowry) 56:09' Ryan Graves (Damon Severson, Pierre-Luc Dubois) | 0:1 0:2 1:2 1:3 2:3 | 09:11' Markus Lauridsen (Matthias Asperup, Morten Poulsen) 14:54' Peter Regin (Frederik Storm) 52:11' Mathias Bau Hansen (Nikolaj Ehlers, Frederik Storm) | Rozhodčí: Robin Šír Miroslav Stolc Čároví: Daniel Beresford Emil Yletyinen |
| 33 min                                                                                 | 33 min                                                                                 | Tresty              | 8 min | Rozhodčí: Robin Šír Miroslav Stolc Čároví: Daniel Beresford Emil Yletyinen |
| 31                                                                                     | 31                                                                                     | Střely              | 24 | Rozhodčí: Robin Šír Miroslav Stolc Čároví: Daniel Beresford Emil Yletyinen |

| 24. května 2022 11:20 | Německo | 3:4 SN (2:1, 0:2, 1:0 - 0:0 - 0:2) | Švýcarsko | Helsinki Ice Hall, Helsinky Návštěvnost: 3 862 |  |

| Zpráva | |                                            | |                                                                      |
| Philipp Grubauer | Philipp Grubauer | Brankáři                                   | Reto Berra | Rozhodčí: Linus Öhlund Peter Stano Čároví: Josef Špůr Emil Yletyinen |
| 11:51' Kai Wissmann (Lukas Reichel) 15:30' Stefan Loibl (Moritz Seider, Moritz Müller) 47:57' Matthias Plachta (Kai Wissmann) Stefan Loibl Matthias Plachta Marcel Noebels Daniel Fischbuch | 11:51' Kai Wissmann (Lukas Reichel) 15:30' Stefan Loibl (Moritz Seider, Moritz Müller) 47:57' Matthias Plachta (Kai Wissmann) Stefan Loibl Matthias Plachta Marcel Noebels Daniel Fischbuch | 0:1 1:1 2:1 2:2 2:3 3:3 Samostatné nájezdy | 01:37' Andres Ambühl (Enzo Corvi, Fabrice Herzog) 21:26' Pius Suter (Denis Malgin, Dean Kukan) 38:31' Denis Malgin (Janis Moser, Timo Meier) Nico Hischier Damien Riat Pius Suter Denis Malgin | Rozhodčí: Linus Öhlund Peter Stano Čároví: Josef Špůr Emil Yletyinen |
| 2 min | 2 min | Tresty                                     | 8 min | Rozhodčí: Linus Öhlund Peter Stano Čároví: Josef Špůr Emil Yletyinen |
| 27 | 27 | Střely                                     | 33 | Rozhodčí: Linus Öhlund Peter Stano Čároví: Josef Špůr Emil Yletyinen |

| 24. května 2022 15:20 | Slovensko | 7:1 (2:0, 3:0, 2:1) | Dánsko | Helsinki Ice Hall, Helsinky Návštěvnost: 3 084 |  |

| Zpráva | |                                 |                                                             |                                                                                 |
| Adam Húska | Adam Húska | Brankáři                        | Sebastian Dahm                                              | Rozhodčí: Sean Macfarlane Jake Rekucki Čároví: Hannu Sormunen Nathan van Oosten |
| 10:00' Tomáš Tatar (Michal Krištof) 19:37' Tomáš Tatar (Michal Krištof) 21:57' Pavol Regenda (Juraj Slafkovský, Šimon Nemec) 32:17' Mislav Rosandić (Mário Lunter, Šimon Nemec) 38:20' Juraj Slafkovský (Michal Krištof) 58:53' Šimon Nemec (Samuel Takáč, Miloš Roman) 59:19' Pavol Regenda (Šimon Nemec, Róbert Lantoši) | 10:00' Tomáš Tatar (Michal Krištof) 19:37' Tomáš Tatar (Michal Krištof) 21:57' Pavol Regenda (Juraj Slafkovský, Šimon Nemec) 32:17' Mislav Rosandić (Mário Lunter, Šimon Nemec) 38:20' Juraj Slafkovský (Michal Krištof) 58:53' Šimon Nemec (Samuel Takáč, Miloš Roman) 59:19' Pavol Regenda (Šimon Nemec, Róbert Lantoši) | 1:0 2:0 3:0 4:0 5:0 5:1 6:1 7:1 | 47:43' Joachim Blichfeld (Markus Lauridsen, Nikolaj Ehlers) | Rozhodčí: Sean Macfarlane Jake Rekucki Čároví: Hannu Sormunen Nathan van Oosten |
| 8 min | 8 min | Tresty                          | 16 min                                                      | Rozhodčí: Sean Macfarlane Jake Rekucki Čároví: Hannu Sormunen Nathan van Oosten |
| 37 | 37 | Střely                          | 25                                                          | Rozhodčí: Sean Macfarlane Jake Rekucki Čároví: Hannu Sormunen Nathan van Oosten |

| 24. května 2022 19:20 | Kanada | 7:1 (2:0, 2:0, 3:1) | Francie | Helsinki Ice Hall, Helsinky Návštěvnost: 2 873 |  |

| Zpráva | |                                 |                                     |                                                                             |
| Chris Driedger | Chris Driedger | Brankáři                        | Sebastian Ylonen                    | Rozhodčí: Andris Ansons Lassi Heikkinen Čároví: Tommi Niittylaa Davis Zunde |
| 12:40' Dylan Cozens (Travis Sanheim, Drake Batherson) 17:31' Max Comtois (Travis Sanheim, Adam Lowry) 22:07' Pierre-Luc Dubois (Dylan Cozens, Drake Batherson) 35:10' Eric O'Dell (Zach Whitecloud, Nick Holden) 45:29' Zach Whitecloud (Dawson Mercer) 51:16' Pierre-Luc Dubois (Drake Batherson, Dylan Cozens) 55:19' Damon Severson (Pierre-Luc Dubois, Drake Batherson) | 12:40' Dylan Cozens (Travis Sanheim, Drake Batherson) 17:31' Max Comtois (Travis Sanheim, Adam Lowry) 22:07' Pierre-Luc Dubois (Dylan Cozens, Drake Batherson) 35:10' Eric O'Dell (Zach Whitecloud, Nick Holden) 45:29' Zach Whitecloud (Dawson Mercer) 51:16' Pierre-Luc Dubois (Drake Batherson, Dylan Cozens) 55:19' Damon Severson (Pierre-Luc Dubois, Drake Batherson) | 1:0 2:0 3:0 4:0 5:0 5:1 6:1 7:1 | 48:20' Anthony Rech (bez asistence) | Rozhodčí: Andris Ansons Lassi Heikkinen Čároví: Tommi Niittylaa Davis Zunde |
| 6 min | 6 min | Tresty                          | 4 min                               | Rozhodčí: Andris Ansons Lassi Heikkinen Čároví: Tommi Niittylaa Davis Zunde |
| 44 | 44 | Střely                          | 19                                  | Rozhodčí: Andris Ansons Lassi Heikkinen Čároví: Tommi Niittylaa Davis Zunde |

### Skupina B – Tampere

#### Tabulka
|  | Týmy postupující do čtvrtfinále |
|  | Tým sestupující do Divize 1     |

| Poř. | Tým            | Z | V | VP | PP | P | GV | GI | +/− | B  |
| ---- | -------------- | - | - | -- | -- | - | -- | -- | --- | -- |
| 1.   | Finsko         | 7 | 6 | 0  | 1  | 0 | 25 | 5  | +20 | 19 |
| 2.   | Švédsko        | 7 | 5 | 1  | 1  | 0 | 27 | 10 | +17 | 18 |
| 3.   | Česko          | 7 | 4 | 0  | 1  | 2 | 19 | 13 | +6  | 13 |
| 4.   | USA            | 7 | 3 | 2  | 0  | 2 | 18 | 12 | +6  | 13 |
| 5.   | Lotyšsko       | 7 | 2 | 1  | 0  | 4 | 14 | 20 | -6  | 8  |
| 6.   | Rakousko       | 7 | 1 | 1  | 2  | 3 | 16 | 22 | -6  | 7  |
| 7.   | Norsko         | 7 | 1 | 1  | 0  | 5 | 15 | 29 | -14 | 5  |
| 8.   | Velká Británie | 7 | 0 | 0  | 1  | 6 | 10 | 33 | -23 | 1  |

#### Zápasy
Všechny časy zápasů jsou uvedeny ve středoevropském letním čase (UTC+02).
| 13. května 2022 15:20 | USA | 4:1 (3:0, 1:0, 0:1) | Lotyšsko | Nokia Arena, Tampere Návštěvnost: 7 938 |  |

| Zpráva | |                     |                                                        |                                                                            |
| Strauss Mann | Strauss Mann | Brankáři            | Elvis Merzlikins                                       | Rozhodčí: Marian Rohatsch Kristian Vikman Čároví: Jonas Merten Šimon Synek |
| 07:11' Riley Barber (Kieffer Bellows, Andrew Peeke) 10:18' Seth Jones (Nate Schmidt, Alex Galchenyuk) 11:36' Thomas Bordeleau (Seth Jones) 20:33' Sam Lafferty (Jaycob Megna) | 07:11' Riley Barber (Kieffer Bellows, Andrew Peeke) 10:18' Seth Jones (Nate Schmidt, Alex Galchenyuk) 11:36' Thomas Bordeleau (Seth Jones) 20:33' Sam Lafferty (Jaycob Megna) | 1:0 2:0 3:0 4:0 4:1 | 41:47' Andris Džeriņš (Rihards Bukarts, Kārlis Čukste) | Rozhodčí: Marian Rohatsch Kristian Vikman Čároví: Jonas Merten Šimon Synek |
| 8 min | 8 min | Tresty              | 8 min                                                  | Rozhodčí: Marian Rohatsch Kristian Vikman Čároví: Jonas Merten Šimon Synek |
| 29 | 29 | Střely              | 25                                                     | Rozhodčí: Marian Rohatsch Kristian Vikman Čároví: Jonas Merten Šimon Synek |

| 13. května 2022 19:20 | Finsko | 5:0 (1:0, 2:0, 2:0) | Norsko | Nokia Arena, Tampere Návštěvnost: 11 413 |  |

| Zpráva | |                     |                  |                                                                                   |
| Jussi Olkinuora | Jussi Olkinuora | Brankáři            | Henrik Haukeland | Rozhodčí: Fraser Lawrence Mikael Nord Čároví: Maxime Chaput Nicolas Constantineau |
| 18:29' Harri Pesonen (Joel Armia, Valtteri Filppula) 31:37' Toni Rajala (bez asistence) 36:06' Hannes Björninen (Marko Anttila, Ville Pokka) 41:36' Joel Armia (Sami Vatanen, Toni Rajala) 57:56' Jere Sallinen (Niklas Friman, Toni Rajala) | 18:29' Harri Pesonen (Joel Armia, Valtteri Filppula) 31:37' Toni Rajala (bez asistence) 36:06' Hannes Björninen (Marko Anttila, Ville Pokka) 41:36' Joel Armia (Sami Vatanen, Toni Rajala) 57:56' Jere Sallinen (Niklas Friman, Toni Rajala) | 1:0 2:0 3:0 4:0 5:0 |                  | Rozhodčí: Fraser Lawrence Mikael Nord Čároví: Maxime Chaput Nicolas Constantineau |
| 32 min | 32 min | Tresty              | 36 min           | Rozhodčí: Fraser Lawrence Mikael Nord Čároví: Maxime Chaput Nicolas Constantineau |
| 32 | 32 | Střely              | 20               | Rozhodčí: Fraser Lawrence Mikael Nord Čároví: Maxime Chaput Nicolas Constantineau |

| 14. května 2022 11:20 | Švédsko | 3:1 (2:1, 1:0, 0:0) | Rakousko | Nokia Arena, Tampere Návštěvnost: 6 993 |  |

| Zpráva | |                 |                                             |                                                                                      |
| Marcus Hogberg | Marcus Hogberg | Brankáři        | Bernhard Starkbaum                          | Rozhodčí: Mads Frandsen Marian Rohatsch Čároví: Andreas Weise Kroyer David Obwegeser |
| 02:08' Joel Kellman (Anton Bengtsson, Carl Klingberg) 16:37' Max Friberg (Joel Kellman) 32:07' Joakim Nordström (Mathias Bromé, Erik Gustafsson) | 02:08' Joel Kellman (Anton Bengtsson, Carl Klingberg) 16:37' Max Friberg (Joel Kellman) 32:07' Joakim Nordström (Mathias Bromé, Erik Gustafsson) | 1:0 2:0 2:1 3:1 | 16:37' Peter Schneider (Dominique Heinrich) | Rozhodčí: Mads Frandsen Marian Rohatsch Čároví: Andreas Weise Kroyer David Obwegeser |
| 8 min | 8 min | Tresty          | 8 min                                       | Rozhodčí: Mads Frandsen Marian Rohatsch Čároví: Andreas Weise Kroyer David Obwegeser |
| 29 | 29 | Střely          | 20                                          | Rozhodčí: Mads Frandsen Marian Rohatsch Čároví: Andreas Weise Kroyer David Obwegeser |

| 14. května 2022 15:20 | Česko | 5:1 (0:0, 2:0, 3:1) | Velká Británie | Nokia Arena, Tampere Návštěvnost: 6 286 |  |

| Zpráva | |                         |                                |                                                                                     |
| Lukáš Dostál | Lukáš Dostál | Brankáři                | Ben Bowns                      | Rozhodčí: Miroslav Stolc Kristian Vikman Čároví: Nicolas Constantineau Jonas Merten |
| 27:09' Matěj Blümel (David Krejčí, Roman Červenka) 32:23' Jakub Flek (Jan Ščotka, Michal Jordán) 41:11' David Jiříček (Roman Červenka, Jiří Smejkal) 46:43' Jiří Černoch (Jiří Smejkal, Matěj Blümel) 48:28' Matěj Blümel (Roman Červenka, David Krejčí) | 27:09' Matěj Blümel (David Krejčí, Roman Červenka) 32:23' Jakub Flek (Jan Ščotka, Michal Jordán) 41:11' David Jiříček (Roman Červenka, Jiří Smejkal) 46:43' Jiří Černoch (Jiří Smejkal, Matěj Blümel) 48:28' Matěj Blümel (Roman Červenka, David Krejčí) | 1:0 2:0 3:0 4:0 5:0 5:1 | 50:57' Ben Lake (Scott Conway) | Rozhodčí: Miroslav Stolc Kristian Vikman Čároví: Nicolas Constantineau Jonas Merten |
| 8 min | 8 min | Tresty                  | 8 min                          | Rozhodčí: Miroslav Stolc Kristian Vikman Čároví: Nicolas Constantineau Jonas Merten |
| 34 | 34 | Střely                  | 18                             | Rozhodčí: Miroslav Stolc Kristian Vikman Čároví: Nicolas Constantineau Jonas Merten |

| 14. května 2022 19:20 | Lotyšsko | 1:2 (1:0, 0:1, 0:1) | Finsko | Nokia Arena, Tampere Návštěvnost: 11 483 |  |

| Report                                  |                                         |             | |                                                                               |
| Elvis Merzlikins                        | Elvis Merzlikins                        | Brankáři    | Harri Säteri | Rozhodčí: Jeff Ingram Sean Macfarlane Čároví: Nick Briganti Nathan van Oosten |
| 08:52' Rūdolfs Balcers (Ronalds Ķēniņš) | 08:52' Rūdolfs Balcers (Ronalds Ķēniņš) | 1:0 1:1 1:2 | 30:52' Sakari Manninen (Mikael Granlund, Mikko Lehtonen) 57:08' Mikael Granlund (Mikko Lehtonen, Sakari Manninen) | Rozhodčí: Jeff Ingram Sean Macfarlane Čároví: Nick Briganti Nathan van Oosten |
| 6 min                                   | 6 min                                   | Tresty      | 4 min | Rozhodčí: Jeff Ingram Sean Macfarlane Čároví: Nick Briganti Nathan van Oosten |
| 17                                      | 17                                      | Střely      | 20 | Rozhodčí: Jeff Ingram Sean Macfarlane Čároví: Nick Briganti Nathan van Oosten |

| 15. května 2022 11:20 | Norsko | 4:3 SN (1:0, 2:0, 0:3 - 0:0 - 2:1) | Velká Británie | Nokia Arena, Tampere Návštěvnost: 4 651 |  |

| Zpráva | |                                            | |                                                                                      |
| Henrik Haukeland | Henrik Haukeland | Brankáři                                   | Ben Bowns | Rozhodčí: Mads Frandsen Fraser Lawrence Čároví: Andreas Weise Kroyer David Obwegeser |
| 16:13' Andreas Klavestad (Mathias Trettenes, Ludvig Hoff) 26:35' Mathis Olimb (Mats Rosseli Olsen, Johannes Johannesen) 35:19' Mathis Olimb (Ken André Olimb, Mats Rosseli Olsen) Kristian Jakobsson Mathias Trettenes Michael Haga Mats Rosseli Olsen | 16:13' Andreas Klavestad (Mathias Trettenes, Ludvig Hoff) 26:35' Mathis Olimb (Mats Rosseli Olsen, Johannes Johannesen) 35:19' Mathis Olimb (Ken André Olimb, Mats Rosseli Olsen) Kristian Jakobsson Mathias Trettenes Michael Haga Mats Rosseli Olsen | 1:0 2:0 3:0 3:1 3:2 3:3 Samostatné nájezdy | 52:51' Robert Dowd (Ben Lake, Joshua Batch) 53:29' Brett Perlini (Evan Mosey, Scott Conway) 56:09' Mark Richardson (Brett Perlini, Joshua Tetlow) Ben Lake Ben O'Connor Scott Conway Robert Dowd Cade Nielson | Rozhodčí: Mads Frandsen Fraser Lawrence Čároví: Andreas Weise Kroyer David Obwegeser |
| 4 min | 4 min | Tresty                                     | 10 min | Rozhodčí: Mads Frandsen Fraser Lawrence Čároví: Andreas Weise Kroyer David Obwegeser |
| 33 | 33 | Střely                                     | 24 | Rozhodčí: Mads Frandsen Fraser Lawrence Čároví: Andreas Weise Kroyer David Obwegeser |

| 15. května 2022 15:20 | Rakousko | 2:3 PP (1:0, 1:1, 0:1 - 0:1) | USA | Nokia Arena, Tampere Návštěvnost: 4 228 |  |

| Zpráva                                                                                             | |                     | |                                                                              |
| David Kickert                                                                                      | David Kickert                                                                                      | Brankáři            | Strauss Mann | Rozhodčí: Mikael Nord Miroslav Stolc Čároví: Maxime Chaput Nathan van Oosten |
| 14:25' Benjamin Nissner (Marco Kasper, David Maier) 34:26' Paul Huber (Ali Wukovits, Lukas Haudum) | 14:25' Benjamin Nissner (Marco Kasper, David Maier) 34:26' Paul Huber (Ali Wukovits, Lukas Haudum) | 1:0 2:0 2:1 2:2 2:3 | 34:43' Kieffer Bellows (Ben Meyers, Jaycob Megna) 48:43' Adam Gaudette (Alex Galchenyuk, Seth Jones) 63:07' Luke Hughes (Sean Farrell) | Rozhodčí: Mikael Nord Miroslav Stolc Čároví: Maxime Chaput Nathan van Oosten |
| 8 min                                                                                              | 8 min                                                                                              | Tresty              | 6 min | Rozhodčí: Mikael Nord Miroslav Stolc Čároví: Maxime Chaput Nathan van Oosten |
| 16                                                                                                 | 16                                                                                                 | Střely              | 39 | Rozhodčí: Mikael Nord Miroslav Stolc Čároví: Maxime Chaput Nathan van Oosten |

| 15. května 2022 19:20 | Česko | 3:5 (1:1, 1:3, 1:1) | Švédsko | Nokia Arena, Tampere Návštěvnost: 6 089 |  |

| Zpráva | |                                 | |                                                                         |
| Karel Vejmelka, Marek Langhamer | Karel Vejmelka, Marek Langhamer | Brankáři                        | Magnus Hellberg | Rozhodčí: Jeff Ingram Sean Macfarlane Čároví: Nick Briganti Šimon Synek |
| 06:03' David Krejčí (Roman Červenka) 37:36' Tomáš Kundrátek (Roman Červenka, David Jiříček) 45:19' Matěj Blümel (Roman Červenka, Radim Šimek) | 06:03' David Krejčí (Roman Červenka) 37:36' Tomáš Kundrátek (Roman Červenka, David Jiříček) 45:19' Matěj Blümel (Roman Červenka, Radim Šimek) | 1:0 1:1 1:2 1:3 1:4 2:4 2:5 3:5 | 19:24' Rasmus Asplund (Emil Bemström, Lucas Wallmark) 22:47' Emil Bemström (Lucas Wallmark, Erik Gustafsson) 25:50' Mathias Bromé (bez asistence) 28:52' Rasmus Asplund (Erik Gustafsson) 44:50' Anton Bengtsson (Mathias Bromé) | Rozhodčí: Jeff Ingram Sean Macfarlane Čároví: Nick Briganti Šimon Synek |
| 12 min | 12 min | Tresty                          | 8 min | Rozhodčí: Jeff Ingram Sean Macfarlane Čároví: Nick Briganti Šimon Synek |
| 21 | 21 | Střely                          | 34 | Rozhodčí: Jeff Ingram Sean Macfarlane Čároví: Nick Briganti Šimon Synek |

| 16. května 2022 15:20 | Lotyšsko | 3:2 (1:1, 2:0, 0:1) | Norsko | Nokia Arena, Tampere Návštěvnost: 8 510 |  |

| Zpráva | |                     | |                                                                                            |
| Elvis Merzlikins | Elvis Merzlikins | Brankáři            | Henrik Haukeland                                                                                                | Rozhodčí: Mads Frandsen Kristian Vikman Čároví: Nicolas Constantineau Andreas Weise Kroyer |
| 14:04' Rodrigo Ābols (Ronalds Ķēniņš, Rūdolfs Balcers) 27:16' Nikolajs Jeļisejevs (Rūdolfs Balcers, Jānis Jaks) 33:00' Roberts Bukarts (Kristaps Sotnieks, Sandis Smons) | 14:04' Rodrigo Ābols (Ronalds Ķēniņš, Rūdolfs Balcers) 27:16' Nikolajs Jeļisejevs (Rūdolfs Balcers, Jānis Jaks) 33:00' Roberts Bukarts (Kristaps Sotnieks, Sandis Smons) | 1:0 1:1 2:1 3:1 3:2 | 18:41' Mats Rosseli Olsen (Daniel Rokseth, Ludvig Hoff) 47:12' Max Krogdahl (Mattias Nørstebø, Ken André Olimb) | Rozhodčí: Mads Frandsen Kristian Vikman Čároví: Nicolas Constantineau Andreas Weise Kroyer |
| 4 min | 4 min | Tresty              | 35 min | Rozhodčí: Mads Frandsen Kristian Vikman Čároví: Nicolas Constantineau Andreas Weise Kroyer |
| 28 | 28 | Střely              | 36 | Rozhodčí: Mads Frandsen Kristian Vikman Čároví: Nicolas Constantineau Andreas Weise Kroyer |

| 16. května 2022 19:20 | Finsko | 4:1 (1:0, 3:0, 0:1) | USA | Nokia Arena, Tampere Návštěvnost: 11 555 |  |

| Zpráva | |                     |                                                  |                                                                              |
| Jussi Olkinuora | Jussi Olkinuora | Brankáři            | Strauss Mann                                     | Rozhodčí: Mikael Nord Marian Rohatsch Čároví: Jonas Merten Nathan van Oosten |
| 17:20' Mikael Granlund (Sakari Manninen, Mikko Lehtonen) 24:42' Valtteri Filppula (Jere Innala, Sami Vatanen) 25:36' Sakari Manninen (Jere Sallinen, Mikael Granlund) 30:50' Mikko Lehtonen (Teemu Hartikainen, Sakari Manninen) | 17:20' Mikael Granlund (Sakari Manninen, Mikko Lehtonen) 24:42' Valtteri Filppula (Jere Innala, Sami Vatanen) 25:36' Sakari Manninen (Jere Sallinen, Mikael Granlund) 30:50' Mikko Lehtonen (Teemu Hartikainen, Sakari Manninen) | 1:0 2:0 3:0 4:0 4:1 | 58:22' Alex Galchenyuk (Luke Hughes, Seth Jones) | Rozhodčí: Mikael Nord Marian Rohatsch Čároví: Jonas Merten Nathan van Oosten |
| 14 min | 14 min | Tresty              | 41 min                                           | Rozhodčí: Mikael Nord Marian Rohatsch Čároví: Jonas Merten Nathan van Oosten |
| 25 | 25 | Střely              | 30                                               | Rozhodčí: Mikael Nord Marian Rohatsch Čároví: Jonas Merten Nathan van Oosten |

| 17. května 2022 15:20 | Česko | 1:2 SN (1:0, 0:0, 0:1 - 0:0 - 0:1) | Rakousko | Nokia Arena, Tampere Návštěvnost: 3 264 |  |

| Zpráva | |                            | |                                                                                        |
| Karel Vejmelka | Karel Vejmelka | Brankáři                   | Bernhard Starkbaum | Rozhodčí: Mads Frandsen Mikael Nord Čároví: Nicolas Constantineau Andreas Weise Kroyer |
| 17:59' Roman Červenka (Matěj Blümel, Tomáš Kundrátek) Tomáš Hertl Roman Červenka Matěj Blümel Jiří Smejkal David Krejčí | 17:59' Roman Červenka (Matěj Blümel, Tomáš Kundrátek) Tomáš Hertl Roman Červenka Matěj Blümel Jiří Smejkal David Krejčí | 1:0 1:1 Samostatné nájezdy | 59:22' Brian Lebler (Dominique Heinrich, Peter Schneider) Marco Kasper Manuel Ganahl Peter Schneider Dominique Heinrich | Rozhodčí: Mads Frandsen Mikael Nord Čároví: Nicolas Constantineau Andreas Weise Kroyer |
| 4 min | 4 min | Tresty                     | 4 min | Rozhodčí: Mads Frandsen Mikael Nord Čároví: Nicolas Constantineau Andreas Weise Kroyer |
| 25 | 25 | Střely                     | 19 | Rozhodčí: Mads Frandsen Mikael Nord Čároví: Nicolas Constantineau Andreas Weise Kroyer |

| 17. května 2022 19:20 | Švédsko | 6:0 (5:0, 0:0, 1:0) | Velká Británie | Nokia Arena, Tampere Návštěvnost: 3 012 |  |

| Zpráva | |                         |                            |                                                                            |
| Magnus Hellberg | Magnus Hellberg | Brankáři                | Ben Bowns, Jackson Whistle | Rozhodčí: Fraser Lawrence Marian Rohatsch Čároví: Jonas Merten Šimon Synek |
| 00:13' Rasmus Asplund (Joel Kellman, Rasmus Dahlin) 07:43' Joakim Nordström (Adam Larsson, Emil Bemström) 10:24' Anton Bengtsson (Mathias Bromé) 13:09' Rasmus Dahlin (Jonathan Pudas, Anton Bengtsson) 19:55' Rasmus Asplund (Joel Kellman, Rasmus Dahlin) 53:09' Anton Bengtsson (Oskar Lang, Henrik Tömmernes) | 00:13' Rasmus Asplund (Joel Kellman, Rasmus Dahlin) 07:43' Joakim Nordström (Adam Larsson, Emil Bemström) 10:24' Anton Bengtsson (Mathias Bromé) 13:09' Rasmus Dahlin (Jonathan Pudas, Anton Bengtsson) 19:55' Rasmus Asplund (Joel Kellman, Rasmus Dahlin) 53:09' Anton Bengtsson (Oskar Lang, Henrik Tömmernes) | 1:0 2:3 3:0 4:0 5:0 6:0 |                            | Rozhodčí: Fraser Lawrence Marian Rohatsch Čároví: Jonas Merten Šimon Synek |
| 4 min | 4 min | Tresty                  | 10 min                     | Rozhodčí: Fraser Lawrence Marian Rohatsch Čároví: Jonas Merten Šimon Synek |
| 38 | 38 | Střely                  | 16                         | Rozhodčí: Fraser Lawrence Marian Rohatsch Čároví: Jonas Merten Šimon Synek |

| 18. května 2022 15:20 | Norsko | 5:3 (1:1, 2:1, 2:1) | Rakousko | Nokia Arena, Tampere Návštěvnost: 6 137 |  |

| Zpráva | |                                 | |                                                                                |
| Henrik Haukeland | Henrik Haukeland | Brankáři                        | David Kickert | Rozhodčí: Fraser Lawrence Miroslav Stolc Čároví: Maxime Chaput David Obwegeser |
| 07:33' Mats Rosseli Olsen (Ken André Olimb) 20:55' Andreas Martinsen (Johannes Johannesen, Mats Rosseli Olsen) 31:44' Martin Røymark (Michael Haga, Mattias Nørstebø) 47:32' Mats Rosseli Olsen (Andreas Martinsen, Ken André Olimb) 59:47' Martin Rønnild (Kristian Jakobsson) | 07:33' Mats Rosseli Olsen (Ken André Olimb) 20:55' Andreas Martinsen (Johannes Johannesen, Mats Rosseli Olsen) 31:44' Martin Røymark (Michael Haga, Mattias Nørstebø) 47:32' Mats Rosseli Olsen (Andreas Martinsen, Ken André Olimb) 59:47' Martin Rønnild (Kristian Jakobsson) | 0:1 1:1 2:1 2:2 3:2 4:2 4:3 5:3 | 06:48' Dominique Heinrich (Ali Wukovits, Peter Schneider) 26:54' Lukas Haudum (Clemens Unteweger, Manuel Ganahl) 56:12' Peter Schneider (Ali Wukovits, Dominique Heinrich) | Rozhodčí: Fraser Lawrence Miroslav Stolc Čároví: Maxime Chaput David Obwegeser |
| 14 min | 14 min | Tresty                          | 33 min | Rozhodčí: Fraser Lawrence Miroslav Stolc Čároví: Maxime Chaput David Obwegeser |
| 26 | 26 | Střely                          | 27 | Rozhodčí: Fraser Lawrence Miroslav Stolc Čároví: Maxime Chaput David Obwegeser |

| 18. května 2022 19:20 | Finsko | 2:3 SN (0:1, 2:0, 0:1 - 0:0 - 0:1) | Švédsko | Nokia Arena, Tampere Návštěvnost: 11 695 |  |

| Zpráva | |                                    | |                                                                               |
| Harri Säteri | Harri Säteri | Brankáři                           | Magnus Hellberg | Rozhodčí: Jeff Ingram Sean Macfarlane Čároví: Nick Briganti Nathan van Oosten |
| 23:38' Mikko Lehtonen (Hannes Björninen, Marko Anttila) 25:39' Sami Vatanen (Mikko Lehtonen, Joel Armia) Sakari Manninen Sami Vatanen Hannes Björninen Mikael Granlund Toni Rajala | 23:38' Mikko Lehtonen (Hannes Björninen, Marko Anttila) 25:39' Sami Vatanen (Mikko Lehtonen, Joel Armia) Sakari Manninen Sami Vatanen Hannes Björninen Mikael Granlund Toni Rajala | 0:1 1:1 2:1 2:2 Samostatné nájezdy | 11:38' Adam Larsson (Jacob Peterson, Rasmus Dahlin) 46:38' Joel Kellman (Erik Gustafsson, Oliver Ekman-Larsson) Oliver Ekman-Larsson Emil Bemström Henrik Tömmernes Rasmus Asplund Joel Kellman | Rozhodčí: Jeff Ingram Sean Macfarlane Čároví: Nick Briganti Nathan van Oosten |
| 4 min | 4 min | Tresty                             | 6 min | Rozhodčí: Jeff Ingram Sean Macfarlane Čároví: Nick Briganti Nathan van Oosten |
| 31 | 31 | Střely                             | 25 | Rozhodčí: Jeff Ingram Sean Macfarlane Čároví: Nick Briganti Nathan van Oosten |

| 19. května 2022 15:20 | Velká Británie | 0:3 (0:0, 0:1, 0:2) | USA | Nokia Arena, Tampere Návštěvnost: 4 506 |  |

| Zpráva          |                 |             | |                                                                       |
| Jackson Whistle | Jackson Whistle | Brankáři    | Jeremy Swayman | Rozhodčí: Jeff Ingram Miroslav Stolc Čároví: Jonas Merten Šimon Synek |
|                 |                 | 0:1 0:2 0:3 | 28:20' Ben Mayers (Andrew Peeke, Nate Schmidt) 40:58' Kieffer Bellows (Adam Gaudette, Sean Farrell) 43:41' Kieffer Bellows (Sean Farrell, Nate Schmidt) | Rozhodčí: Jeff Ingram Miroslav Stolc Čároví: Jonas Merten Šimon Synek |
| 10 min          | 10 min          | Tresty      | 12 min | Rozhodčí: Jeff Ingram Miroslav Stolc Čároví: Jonas Merten Šimon Synek |
| 17              | 17              | Střely      | 38 | Rozhodčí: Jeff Ingram Miroslav Stolc Čároví: Jonas Merten Šimon Synek |

| 19. května 2022 19:20 | Česko | 5:1 (5:0, 0:0, 0:1) | Lotyšsko | Nokia Arena, Tampere Návštěvnost: 5 711 |  |

| Zpráva | |                         |                                                       |                                                                                        |
| Karel Vejmelka | Karel Vejmelka | Brankáři                | Elvis Merzlikins, Arturs Silovs                       | Rozhodčí: Fraser Lawrence Sean Macfarlane Čároví: Andreas Weise Kroyer David Obwegeser |
| 04:02' Hynek Zohorna (Tomáš Hertl, Matěj Blümel) 04:58' Roman Červenka (David Pastrňák, David Krejčí) 06:41' Michael Špaček (Jakub Flek) 16:30' Tomáš Hertl (Hynek Zohorna, Matěj Blümel) 18:56' David Pastrňák (David Krejčí, Roman Červenka) | 04:02' Hynek Zohorna (Tomáš Hertl, Matěj Blümel) 04:58' Roman Červenka (David Pastrňák, David Krejčí) 06:41' Michael Špaček (Jakub Flek) 16:30' Tomáš Hertl (Hynek Zohorna, Matěj Blümel) 18:56' David Pastrňák (David Krejčí, Roman Červenka) | 1:0 2:0 3:0 4:0 5:0 5:1 | 41:01' Artūrs Kulda (Rihards Bukarts, Andris Džeriņš) | Rozhodčí: Fraser Lawrence Sean Macfarlane Čároví: Andreas Weise Kroyer David Obwegeser |
| 6 min | 6 min | Tresty                  | 6 min                                                 | Rozhodčí: Fraser Lawrence Sean Macfarlane Čároví: Andreas Weise Kroyer David Obwegeser |
| 28 | 28 | Střely                  | 17                                                    | Rozhodčí: Fraser Lawrence Sean Macfarlane Čároví: Andreas Weise Kroyer David Obwegeser |

| 20. května 2022 15:20 | Velká Británie | 0:6 (0:2, 0:2, 0:2) | Finsko | Nokia Arena, Tampere Návštěvnost: 11 502 |  |

| Zpráva    |           |                         | |                                                                           |
| Ben Bowns | Ben Bowns | Brankáři                | Jussi Olkinuora | Rozhodčí: Pierre Dehaen Mads Frandsen Čároví: Nick Briganti Elias Seewald |
|           |           | 0:1 0:2 0:3 0:4 0:5 0:6 | 06:48' Niklas Friman (Sami Vatanen, Juho Lammikko) 11:38' Juuso Hietanen (Sakari Manninen, Mikko Lehtonen) 26:40' Valtteri Filppula (Mikael Granlund, Teemu Hartikainen) 28:27' Joel Armia (Niklas Friman, Harri Pesonen) 49:01' Saku Mäenalanen (Esa Lindell, Atte Ohtamaa) 55:42' Toni Rajala (Miro Heiskanen, Harri Pesonen) | Rozhodčí: Pierre Dehaen Mads Frandsen Čároví: Nick Briganti Elias Seewald |
| 4 min     | 4 min     | Tresty                  | 2 min | Rozhodčí: Pierre Dehaen Mads Frandsen Čároví: Nick Briganti Elias Seewald |
| 10        | 10        | Střely                  | 42 | Rozhodčí: Pierre Dehaen Mads Frandsen Čároví: Nick Briganti Elias Seewald |

| 20. května 2022 19:20 | Lotyšsko | 4:3 SN (0:0, 3:2, 0:1 - 0:0 - 2:1) | Rakousko | Nokia Arena, Tampere Návštěvnost: 8 516 |  |

| Zpráva | |                                            | |                                                                        |
| Arturs Silovs | Arturs Silovs | Brankáři                                   | Bernhard Starkbaum | Rozhodčí: Mikael Nord Miroslav Stolc Čároví: Maxime Chaput Šimon Synek |
| 25:36' Rūdolfs Balcers (Jānis Jaks, Rodrigo Ābols) 29:50' Rihards Bukarts (Kārlis Čukste, Mārtiņš Dzierkals) 35:40' Rūdolfs Balcers (Rihards Bukarts, Kristaps Sotnieks) Nikolajs Jeļisejevs Rodrigo Ābols Roberts Bukarts Rūdolfs Balcers | 25:36' Rūdolfs Balcers (Jānis Jaks, Rodrigo Ābols) 29:50' Rihards Bukarts (Kārlis Čukste, Mārtiņš Dzierkals) 35:40' Rūdolfs Balcers (Rihards Bukarts, Kristaps Sotnieks) Nikolajs Jeļisejevs Rodrigo Ābols Roberts Bukarts Rūdolfs Balcers | 0:1 1:1 2:1 2:2 3:2 3:3 Samostatné nájezdy | 21:10' Benjamin Nissner (Thomas Raffl, Peter Schneider) 31:24' Dominique Heinrich (Peter Schneider, Lukas Haudum) 46:21' Thomas Raffl (Kilian Zündel, Benjamin Nissner) Marco Kasper Manuel Ganahl Peter Schneider Dominique Heinrich Brian Lebler | Rozhodčí: Mikael Nord Miroslav Stolc Čároví: Maxime Chaput Šimon Synek |
| 10 min | 10 min | Tresty                                     | 10 min | Rozhodčí: Mikael Nord Miroslav Stolc Čároví: Maxime Chaput Šimon Synek |
| 21 | 21 | Střely                                     | 32 | Rozhodčí: Mikael Nord Miroslav Stolc Čároví: Maxime Chaput Šimon Synek |

| 21. května 2022 11:20 | USA | 3:2 PP (1:1, 1:0, 0:1 - 1:0) | Švédsko | Nokia Arena, Tampere Návštěvnost: 8 304 |  |

| Zpráva | |                     |                                                                                     |                                                                                 |
| Jeremy Swayman | Jeremy Swayman | Brankáři            | Linus Ullmark                                                                       | Rozhodčí: Fraser Lawrence Peter Stano Čároví: David Obwegeser Nathan van Oosten |
| 07:50' Adam Gaudette (Ben Meyers, Andrew Peeke) 38:58' Nate Schmidt (Adam Gaudette, T.J. Tynan) 64:48' Adam Gaudette (T.J. Tynan, Jeremy Swayman) | 07:50' Adam Gaudette (Ben Meyers, Andrew Peeke) 38:58' Nate Schmidt (Adam Gaudette, T.J. Tynan) 64:48' Adam Gaudette (T.J. Tynan, Jeremy Swayman) | 0:1 1:1 2:1 2:2 3:2 | 02:28' Rasmus Dahlin (Oskar Lang, Nils Aman) 46:56' Carl Grundstrom (bez asistence) | Rozhodčí: Fraser Lawrence Peter Stano Čároví: David Obwegeser Nathan van Oosten |
| 6 min | 6 min | Tresty              | 6 min                                                                               | Rozhodčí: Fraser Lawrence Peter Stano Čároví: David Obwegeser Nathan van Oosten |
| 24 | 24 | Střely              | 22                                                                                  | Rozhodčí: Fraser Lawrence Peter Stano Čároví: David Obwegeser Nathan van Oosten |

| 21. května 2022 15:20 | Rakousko | 0:3 (0:1, 0:1, 0:1) | Finsko | Nokia Arena, Tampere Návštěvnost: 11 573 |  |

| Zpráva        |               |             | |                                                                       |
| David Kickert | David Kickert | Brankáři    | Jussi Olkinuora | Rozhodčí: Jeff Ingram Mikael Nord Čároví: Nick Briganti Maxime Chaput |
|               |               | 0:1 0:2 0:3 | 01:45' Valtteri Filppula (Teemu Hartikainen, Mikael Granlund) 24:10' Mikael Granlund (Teemu Hartikainen, Mikko Lehtonen) 47:39' Toni Rajala (Valtteri Filppula) | Rozhodčí: Jeff Ingram Mikael Nord Čároví: Nick Briganti Maxime Chaput |
| 6 min         | 6 min         | Tresty      | 2 min | Rozhodčí: Jeff Ingram Mikael Nord Čároví: Nick Briganti Maxime Chaput |
| 19            | 19            | Střely      | 39 | Rozhodčí: Jeff Ingram Mikael Nord Čároví: Nick Briganti Maxime Chaput |

| 21. května 2022 19:20 | Norsko | 1:4 (0:1, 0:1, 1:2) | Česko | Nokia Arena, Tampere Návštěvnost: 6 015 |  |

| Zpráva                                               |                                                      |                     | |                                                                               |
| Jonas Arntzen                                        | Jonas Arntzen                                        | Brankáři            | Karel Vejmelka | Rozhodčí: Mads Frandsen Sean Macfarlane Čároví: Tommi Niittyla Emil Yletyinen |
| 44:27' Ludvig Hoff (Mathias Trettenes, Michael Haga) | 44:27' Ludvig Hoff (Mathias Trettenes, Michael Haga) | 0:1 0:2 0:3 1:3 1:4 | 06:26' David Pastrňák (David Krejčí, Roman Červenka) 22:21' Jakub Vrána (Jiří Černoch, Tomáš Kundrátek) 40:48' David Pastrňák (trestné střílení) 58:34' Roman Červenka (David Pastrňák, David Krejčí) | Rozhodčí: Mads Frandsen Sean Macfarlane Čároví: Tommi Niittyla Emil Yletyinen |
| 12 min                                               | 12 min                                               | Tresty              | 10 min | Rozhodčí: Mads Frandsen Sean Macfarlane Čároví: Tommi Niittyla Emil Yletyinen |
| 22                                                   | 22                                                   | Střely              | 32 | Rozhodčí: Mads Frandsen Sean Macfarlane Čároví: Tommi Niittyla Emil Yletyinen |

| 22. května 2022 15:20 | Velká Británie | 3:4 (2:0, 1:2, 0:2) | Lotyšsko | Nokia Arena, Tampere Návštěvnost: 4 860 |  |

| Zpráva | |                             | |                                                                           |
| Ben Bowns | Ben Bowns | Brankáři                    | Elvis Merzlikins, Arturs Silovs | Rozhodčí: Pierre Dehaen Sean Macfarlane Čároví: Elias Seewald Šimon Synek |
| 05:24' Brett Perlini (Matthew Myers, Cade Nielson) 12:16' Cade Nielson (Lewis Hook, Sam Jones) 26:24' Lewis Hook (Ben O'Connor, Joshua Batch) | 05:24' Brett Perlini (Matthew Myers, Cade Nielson) 12:16' Cade Nielson (Lewis Hook, Sam Jones) 26:24' Lewis Hook (Ben O'Connor, Joshua Batch) | 1:0 2:0 2:1 3:1 3:2 3:3 3:4 | 24:17' Oskars Batņa (Nikolajs Jeļisejevs, Kārlis Čukste) 34:34' Jānis Jaks (Roberts Bukarts, Mārtiņš Dzierkals) 51:49' Rihards Bukarts (Mārtiņš Dzierkals, Roberts Bukarts) 53:11' Andris Džeriņš (Mārtiņš Dzierkals, Kārlis Čukste) | Rozhodčí: Pierre Dehaen Sean Macfarlane Čároví: Elias Seewald Šimon Synek |
| 14 min | 14 min | Tresty                      | 10 min | Rozhodčí: Pierre Dehaen Sean Macfarlane Čároví: Elias Seewald Šimon Synek |
| 19 | 19 | Střely                      | 36 | Rozhodčí: Pierre Dehaen Sean Macfarlane Čároví: Elias Seewald Šimon Synek |

| 22. května 2022 19:20 | Švédsko | 7:1 (1:0, 4:0, 2:1) | Norsko | Nokia Arena, Tampere Návštěvnost: 3 707 |  |

| Zpráva | |                                 |                                                              |                                                                         |
| Magnus Hellberg | Magnus Hellberg | Brankáři                        | Jonas Arntzen                                                | Rozhodčí: Andris Ansons Robin Šír Čároví: Nick Briganti David Obwegeser |
| 11:48' Jacob Peterson (Erik Gustafsson, William Nylander) 27:43' William Nylander (Erik Gustafsson, Jacob Peterson) 28:47' Jacob Peterson (Carl Grundstrom, Henrik Tömmernes) 31:38' Rasmus Asplund (Joel Kellman) 37:33' Lucas Wallmark (Rasmus Dahlin, Emil Bemström) 43:13' Max Fiberg (Oskar Lang, Nils Aman) 49:57' Rasmus Asplund (William Nylander, Lucas Wallmark) | 11:48' Jacob Peterson (Erik Gustafsson, William Nylander) 27:43' William Nylander (Erik Gustafsson, Jacob Peterson) 28:47' Jacob Peterson (Carl Grundstrom, Henrik Tömmernes) 31:38' Rasmus Asplund (Joel Kellman) 37:33' Lucas Wallmark (Rasmus Dahlin, Emil Bemström) 43:13' Max Fiberg (Oskar Lang, Nils Aman) 49:57' Rasmus Asplund (William Nylander, Lucas Wallmark) | 1:0 2:0 3:0 4:0 5:0 5:1 6:1 7:1 | 40:44' Tobias Fladeby (Johannes Johannesen, Ken André Olimb) | Rozhodčí: Andris Ansons Robin Šír Čároví: Nick Briganti David Obwegeser |
| 8 min | 8 min | Tresty                          | 10 min                                                       | Rozhodčí: Andris Ansons Robin Šír Čároví: Nick Briganti David Obwegeser |
| 35 | 35 | Střely                          | 20                                                           | Rozhodčí: Andris Ansons Robin Šír Čároví: Nick Briganti David Obwegeser |

| 23. května 2022 15:20 | USA | 0:1 (0:1, 0:0, 0:0) | Česko | Nokia Arena, Tampere Návštěvnost: 5 270 |  |

| Zpráva         |                |          |                                     |                                                                               |
| Jeremy Swayman | Jeremy Swayman | Brankáři | Karel Vejmelka                      | Rozhodčí: Lassi Heikkinen Jeff Ingram Čároví: Maxime Chaput Nathan van Oosten |
|                |                | 0:1      | 07:53' Matěj Blümel (Hynek Zohorna) | Rozhodčí: Lassi Heikkinen Jeff Ingram Čároví: Maxime Chaput Nathan van Oosten |
| 7 min          | 7 min          | Tresty   | 6 min                               | Rozhodčí: Lassi Heikkinen Jeff Ingram Čároví: Maxime Chaput Nathan van Oosten |
| 24             | 24             | Střely   | 16                                  | Rozhodčí: Lassi Heikkinen Jeff Ingram Čároví: Maxime Chaput Nathan van Oosten |

| 23. května 2022 19:20 | Rakousko | 5:3 (0:1, 0:1, 5:1) | Velká Británie | Nokia Arena, Tampere Návštěvnost: 3 321 |  |

| Zpráva | |                                 | |                                                                          |
| Bernhard Starkbaum | Bernhard Starkbaum | Brankáři                        | Ben Bowns | Rozhodčí: Mads Frandsen Mikael Nord Čároví: Jonas Merten David Obwegeser |
| 44:51' Ali Wukovits (Peter Schneider, Thomas Raffl) 47:28' Dominique Heinrich (Lukas Haudum, Marco Kasper) 51:26' Benjamin Nissner (Thomas Raffl) 58:54' Thomas Raffl (Peter Schneider, Benjamin Nissner) 59:16' Peter Schneider (Dominique Heinrich, Benjamin Nissner) | 44:51' Ali Wukovits (Peter Schneider, Thomas Raffl) 47:28' Dominique Heinrich (Lukas Haudum, Marco Kasper) 51:26' Benjamin Nissner (Thomas Raffl) 58:54' Thomas Raffl (Peter Schneider, Benjamin Nissner) 59:16' Peter Schneider (Dominique Heinrich, Benjamin Nissner) | 0:1 0:2 1:2 1:3 2:3 3:3 4:3 5:3 | 19:00' Matthew Myers (Brett Perlini, Cade Nielson) 21:54' Robert Dowd (Cade Nielson) 46:19' Cade Nielson (bez asistence) | Rozhodčí: Mads Frandsen Mikael Nord Čároví: Jonas Merten David Obwegeser |
| 6 min | 6 min | Tresty                          | 2 min | Rozhodčí: Mads Frandsen Mikael Nord Čároví: Jonas Merten David Obwegeser |
| 29 | 29 | Střely                          | 28 | Rozhodčí: Mads Frandsen Mikael Nord Čároví: Jonas Merten David Obwegeser |

| 24. května 2022 11:20 | Švédsko | 1:0 (0:0, 1:0, 0:0) | Lotyšsko | Nokia Arena, Tampere Návštěvnost: 5 560 |  |

| Zpráva                                                  |                                                         |          |               |                                                                                    |
| Linus Ullmark                                           | Linus Ullmark                                           | Brankáři | Arturs Silovs | Rozhodčí: Mads Frandsen Roy Stian Hansen Čároví: Andreas Weise Kroyer Jonas Merten |
| 34:54' William Nylander (Rasmus Dahlin, Lucas Wallmark) | 34:54' William Nylander (Rasmus Dahlin, Lucas Wallmark) | 1:0      |               | Rozhodčí: Mads Frandsen Roy Stian Hansen Čároví: Andreas Weise Kroyer Jonas Merten |
| 6 min                                                   | 6 min                                                   | Tresty   | 4 min         | Rozhodčí: Mads Frandsen Roy Stian Hansen Čároví: Andreas Weise Kroyer Jonas Merten |
| 35                                                      | 35                                                      | Střely   | 21            | Rozhodčí: Mads Frandsen Roy Stian Hansen Čároví: Andreas Weise Kroyer Jonas Merten |

| 24. května 2022 15:20 | USA | 4:2 (2:0, 1:1, 1:1) | Norsko | Nokia Arena, Tampere Návštěvnost: 5 435 |  |

| Zpráva | |                         | |                                                                         |
| Jeremy Swaymann, Strauss Mann | Jeremy Swaymann, Strauss Mann | Brankáři                | Henrik Haukeland | Rozhodčí: Jeff Ingram Fraser Lawrence Čároví: Maxime Chaput Šimon Synek |
| 03:45' Ryan Hartman (Alex Galchenyuk, Sam Lafferty) 07:20' Matthew Boldy (Alex Galchenyuk) 28:05' Ben Mayers (Luke Hughes, Karson Kuhlman) 59:20' Sean Farrell (bez asistence) | 03:45' Ryan Hartman (Alex Galchenyuk, Sam Lafferty) 07:20' Matthew Boldy (Alex Galchenyuk) 28:05' Ben Mayers (Luke Hughes, Karson Kuhlman) 59:20' Sean Farrell (bez asistence) | 1:0 2:0 2:1 3:1 3:2 4:2 | 22:43' Andreas Martinsen (Michael Haga, Martin Røymark) 41:59' Daniel Jakobsson (Kristian Jakobsson, Mathias Trettenes) | Rozhodčí: Jeff Ingram Fraser Lawrence Čároví: Maxime Chaput Šimon Synek |
| 4 min | 4 min | Tresty                  | 4 min | Rozhodčí: Jeff Ingram Fraser Lawrence Čároví: Maxime Chaput Šimon Synek |
| 37 | 37 | Střely                  | 23 | Rozhodčí: Jeff Ingram Fraser Lawrence Čároví: Maxime Chaput Šimon Synek |

| 24. května 2022 19:20 | Finsko | 3:0 (2:0, 1:0, 0:0) | Česko | Nokia Arena, Tampere Návštěvnost: 11 673 |  |

| Zpráva | |             |                 |                                                                       |
| Jussi Olkinuora | Jussi Olkinuora | Brankáři    | Marek Langhamer | Rozhodčí: Mikael Nord Miroslav Stolc Čároví: Nick Briganti Jake Davis |
| 09:31' Joel Armia (Harri Pesonen) 16:17' Sakari Manninen (Jere Sallinen, Mikael Granlund) 35:34' Toni Rajala (Mikael Seppälä, Miro Heiskanen) | 09:31' Joel Armia (Harri Pesonen) 16:17' Sakari Manninen (Jere Sallinen, Mikael Granlund) 35:34' Toni Rajala (Mikael Seppälä, Miro Heiskanen) | 1:0 2:0 3:0 |                 | Rozhodčí: Mikael Nord Miroslav Stolc Čároví: Nick Briganti Jake Davis |
| 4 min | 4 min | Tresty      | 6 min           | Rozhodčí: Mikael Nord Miroslav Stolc Čároví: Nick Briganti Jake Davis |
| 19 | 19 | Střely      | 24              | Rozhodčí: Mikael Nord Miroslav Stolc Čároví: Nick Briganti Jake Davis |

## Play off

### Pavouk
Soupeři pro semifinále byli určeni z vítězů čtvrtfinále podle celkového pořadí po základních skupinách (dle umístění ve skupině, počtu dosažených bodů, rozdílu ve skóre, vyššího počtu vstřelených gólů, pořadí v žebříčku IIHF), kdy nejvýše umístěné mužstvo narazí na nejníže umístěné mužstvo a druhé mužstvo narazí na třetí mužstvo.
|  | Čtvrtfinále 1 |               |               |  |   |              |              |              |  |               |               |               |   |
|  | B1            | Finsko        | 4             |  |   |              |              |              |  |               |               |               |   |
|  | A4            | Slovensko     | 2             |  |   | Semifinále 1 | Semifinále 1 | Semifinále 1 |  |               |               |               |   |
|  |               |               |               |  |   | 1            | Finsko       | 4            |  |               |               |               |   |
|  | Čtvrtfinále 2 | Čtvrtfinále 2 | Čtvrtfinále 2 |  | 4 | USA          | 3            |              |  |               |               |               |   |
|  | A1            | Švýcarsko     | 0             |  |   |              |              |              |  |               |               |               |   |
|  | B4            | USA           | 3             |  |   |              |              |              |  | Finále        | Finále        | Finále        |   |
|  |               |               |               |  |   |              |              |              |  |               | VSF1          | Finsko        | 4 |
|  | Čtvrtfinále 3 | Čtvrtfinále 3 | Čtvrtfinále 3 |  |   |              |              |              |  |               | VSF2          | Kanada        | 3 |
|  | B2            | Švédsko       | 3             |  |   |              |              |              |  |               |               |               |   |
|  | A3            | Kanada        | 4             |  |   | Semifinále 2 | Semifinále 2 | Semifinále 2 |  | Zápas o bronz | Zápas o bronz | Zápas o bronz |   |
|  |               |               |               |  |   | 2            | Kanada       | 6            |  | PSF2          | Česko         | 8             |   |
|  | Čtvrtfinále 4 | Čtvrtfinále 4 | Čtvrtfinále 4 |  | 3 | Česko        | 1            |              |  | PSF1          | USA           | 4             |   |
|  | A2            | Německo       | 1             |  |   |              |              |              |  |               |               |               |   |
|  | B3            | Česko         | 4             |  |   |              |              |              |  |               |               |               |   |

Všechny časy zápasů jsou uvedeny ve středoevropském letním čase (UTC+02).

### Čtvrtfinále
| 26. května 2022 15:20 | Německo | 1:4 (0:2, 0:1, 1:1) | Česko | Helsinki Ice Hall, Helsinky Návštěvnost: 4 290 |  |

| Zpráva                                                  |                                                         |                     | |                                                                        |
| Philipp Grubauer                                        | Philipp Grubauer                                        | Brankáři            | Karel Vejmelka | Rozhodčí: Mikael Nord Miroslav Stolc Čároví: Maxime Chaput Šimon Synek |
| 53:48' Moritz Seider (Marcel Noebels, Matthias Plachta) | 53:48' Moritz Seider (Marcel Noebels, Matthias Plachta) | 0:1 0:2 0:3 1:3 1:4 | 02:17' David Pastrňák (David Krejčí, Roman Červenka) 10:04' Roman Červenka (David Krejčí, Filip Hronek) 32:10' David Krejčí (David Pastrňák, Roman Červenka) 58:10' Jiří Smejkal (David Kämpf) | Rozhodčí: Mikael Nord Miroslav Stolc Čároví: Maxime Chaput Šimon Synek |
| 8 min                                                   | 8 min                                                   | Tresty              | 6 min | Rozhodčí: Mikael Nord Miroslav Stolc Čároví: Maxime Chaput Šimon Synek |
| 22                                                      | 22                                                      | Střely              | 24 | Rozhodčí: Mikael Nord Miroslav Stolc Čároví: Maxime Chaput Šimon Synek |

| 26. května 2022 15:20 | Švédsko | 3:4 PP (2:0, 1:0, 0:3 - 0:1) | Kanada | Nokia Arena, Tampere Návštěvnost: 8 576 |  |

| Zpráva | |                             | |                                                                          |
| Linus Ullmark | Linus Ullmark | Brankáři                    | Chris Driedger | Rozhodčí: Lassi Heikkinen Jake Rekucki Čároví: Hannu Sormunen Josef Špůr |
| 01:27' Carl Klingberg (Oskar Lang, Jacob Peterson) 07:04' William Nylander (Joakim Nordström) 28:23' Max Friberg (Erik Gustafsson, Oliver Ekman-Larsson) | 01:27' Carl Klingberg (Oskar Lang, Jacob Peterson) 07:04' William Nylander (Joakim Nordström) 28:23' Max Friberg (Erik Gustafsson, Oliver Ekman-Larsson) | 1:0 2:0 3:0 3:1 3:2 3:3 3:4 | 41:21' Ryan Graves (Nicolas Roy, Max Comtois) 58:07' Pierre-Luc Dubois (Thomas Chabot, Dylan Cozens) 58:37' Matt Barzal (Drake Batherson, Max Comtois) 60:43' Drake Batherson (Matt Barzal, Pierre-Luc Dubois) | Rozhodčí: Lassi Heikkinen Jake Rekucki Čároví: Hannu Sormunen Josef Špůr |
| 6 min | 6 min | Tresty                      | 10 min | Rozhodčí: Lassi Heikkinen Jake Rekucki Čároví: Hannu Sormunen Josef Špůr |
| 19 | 19 | Střely                      | 42 | Rozhodčí: Lassi Heikkinen Jake Rekucki Čároví: Hannu Sormunen Josef Špůr |

| 26. května 2022 19:20 | Švýcarsko | 0:3 (0:2, 0:0, 0:1) | USA | Helsinki Ice Hall, Helsinky Návštěvnost: 3 727 |  |

| Zpráva          |                 |             | |                                                                                     |
| Leonardo Genoni | Leonardo Genoni | Brankáři    | Jeremy Swayman | Rozhodčí: Andris Ansons Linus Öhlund Čároví: Andreas Weise Kroyer Nathan van Oosten |
|                 |                 | 0:1 0:2 0:3 | 11:59' Ben Meyers (Kieffer Bellows, Luke Hughes) 16:42' Adam Gaudette (Andrew Peeke) 54:06' Ben Mayers (Karson Kuhlman, Sean Farrell) | Rozhodčí: Andris Ansons Linus Öhlund Čároví: Andreas Weise Kroyer Nathan van Oosten |
| 2 min           | 2 min           | Tresty      | 4 min | Rozhodčí: Andris Ansons Linus Öhlund Čároví: Andreas Weise Kroyer Nathan van Oosten |
| 33              | 33              | Střely      | 22 | Rozhodčí: Andris Ansons Linus Öhlund Čároví: Andreas Weise Kroyer Nathan van Oosten |

| 26. května 2022 19:20 | Finsko | 4:2 (1:2, 1:0, 2:0) | Slovensko | Nokia Arena, Tampere Návštěvnost: 11 341 |  |

| Zpráva | |                         |                                                                                    |                                                                             |
| Jussi Olkinuora | Jussi Olkinuora | Brankáři                | Adam Húska                                                                         | Rozhodčí: Fraser Lawrence Sean Macfarlane Čároví: Jake Davis Emil Yletyinen |
| 18:27' Marko Anttila (Niklas Friman, Ville Pokka) 23:44' Marko Anttila (bez asistence) 44:01' Sakari Manninen (Jere Sallinen, Mikko Lehtonen) 59:59' Saku Mäenalanen (Marko Anttila, Hannes Björninen) | 18:27' Marko Anttila (Niklas Friman, Ville Pokka) 23:44' Marko Anttila (bez asistence) 44:01' Sakari Manninen (Jere Sallinen, Mikko Lehtonen) 59:59' Saku Mäenalanen (Marko Anttila, Hannes Björninen) | 0:1 0:2 1:2 2:2 3:2 4:2 | 08:17' Adam Sýkora (Mário Lunter) 15:16' Pavol Regenda (Samuel Takáč, Michal Ivan) | Rozhodčí: Fraser Lawrence Sean Macfarlane Čároví: Jake Davis Emil Yletyinen |
| 4 min | 4 min | Tresty                  | 2 min                                                                              | Rozhodčí: Fraser Lawrence Sean Macfarlane Čároví: Jake Davis Emil Yletyinen |
| 25 | 25 | Střely                  | 21                                                                                 | Rozhodčí: Fraser Lawrence Sean Macfarlane Čároví: Jake Davis Emil Yletyinen |

### Semifinále
| 28. května 2022 13:20 | Finsko | 4:3 (1:1, 2:1, 1:1) | USA | Nokia Arena, Tampere Návštěvnost: 11 056 |  |

| Zpráva | |                             | |                                                                          |
| Jussi Olkinuora | Jussi Olkinuora | Brankáři                    | Jeremy Swayman | Rozhodčí: Mikael Nord Linus Öhlund Čároví: Šimon Synek Nathan van Oosten |
| 16:53' Miro Heiskanen (Harri Pesonen, Joel Armia) 24:11' Mikko Lehtonen (Sakari Manninen, Teemu Hartikainen) 29:40' Sami Vatanen (Harri Pesonen, Miro Heiskanen) 45:03' Joel Armia (Miro Heiskanen, Sami Vatanen) | 16:53' Miro Heiskanen (Harri Pesonen, Joel Armia) 24:11' Mikko Lehtonen (Sakari Manninen, Teemu Hartikainen) 29:40' Sami Vatanen (Harri Pesonen, Miro Heiskanen) 45:03' Joel Armia (Miro Heiskanen, Sami Vatanen) | 0:1 1:1 2:1 2:2 3:2 4:2 4:3 | 01:04' Nate Schmidt (Andrew Peeke, T.J. Tynan) 26:52' Sean Farrell (Ben Mayers, Seth Jones) 57:09' Adam Gaudette (Matt Boldy, T.J. Tynan) | Rozhodčí: Mikael Nord Linus Öhlund Čároví: Šimon Synek Nathan van Oosten |
| 2 min | 2 min | Tresty                      | 6 min | Rozhodčí: Mikael Nord Linus Öhlund Čároví: Šimon Synek Nathan van Oosten |
| 26 | 26 | Střely                      | 28 | Rozhodčí: Mikael Nord Linus Öhlund Čároví: Šimon Synek Nathan van Oosten |

| 28. května 2022 17:20 | Kanada | 6:1 (1:1, 3:0, 2:0) | Česko | Nokia Arena, Tampere Návštěvnost: 9 047 |  |

| Zpráva | |                             |                                                    |                                                                             |
| Chris Driedger | Chris Driedger | Brankáři                    | Karel Vejmelka                                     | Rozhodčí: Lassi Heikkinen Jake Rekucki Čároví: Nick Briganti Hannu Sormunen |
| 19:27' Dylan Cozens (Pierre-Luc Dubois) 27:33' Adam Lowry (Kent Johnson, Thomas Chabot) 28:54' Kent Johnson (Dawson Mercer) 30:52' Matt Bazal (Dylan Cozens, Drake Batherson) 43:53' Cole Sillinger (Josh Anderson) 52:50' Dylan Cozens (Drake Batherson, Zach Whitecloud) | 19:27' Dylan Cozens (Pierre-Luc Dubois) 27:33' Adam Lowry (Kent Johnson, Thomas Chabot) 28:54' Kent Johnson (Dawson Mercer) 30:52' Matt Bazal (Dylan Cozens, Drake Batherson) 43:53' Cole Sillinger (Josh Anderson) 52:50' Dylan Cozens (Drake Batherson, Zach Whitecloud) | 0:1 1:1 2:1 3:1 4:1 5:1 6:1 | 07:07' David Krejčí (Roman Červenka, Filip Hronek) | Rozhodčí: Lassi Heikkinen Jake Rekucki Čároví: Nick Briganti Hannu Sormunen |
| 8 min | 8 min | Tresty                      | 8 min                                              | Rozhodčí: Lassi Heikkinen Jake Rekucki Čároví: Nick Briganti Hannu Sormunen |
| 35 | 35 | Střely                      | 26                                                 | Rozhodčí: Lassi Heikkinen Jake Rekucki Čároví: Nick Briganti Hannu Sormunen |

### Zápas o 3. místo
| 29. května 2022 14:20 | Česko | 8:4 (1:3, 1:0, 6:1) | USA | Nokia Arena, Tampere Návštěvnost: 9 737 |  |

| Zpráva | |                                                 | |                                                                                    |
| Karel Vejmelka, Marek Langhamer | Karel Vejmelka, Marek Langhamer | Brankáři                                        | Jeremy Swayman | Rozhodčí: Lassi Heikkinen Fraser Lawrence Čároví: Hannu Sormunen Nathan van Oosten |
| 15:19' Jiří Černoch (Jakub Flek, Matěj Stránský) 32:12' Jiří Smejkal (David Sklenička, Tomáš Kundrátek) 40:51' David Pastrňák (Tomáš Hertl, Hynek Zohorna) 42:29' Roman Červenka (David Krejčí) 43:37' David Pastrňák (Michal Jordán, Tomáš Hertl) 54:42' David Kämpf (Jiří Smejkal) 58:08' David Kämpf (Radim Šimek) 59:23' David Pastrňák (Tomáš Hertl, Roman Červenka) | 15:19' Jiří Černoch (Jakub Flek, Matěj Stránský) 32:12' Jiří Smejkal (David Sklenička, Tomáš Kundrátek) 40:51' David Pastrňák (Tomáš Hertl, Hynek Zohorna) 42:29' Roman Červenka (David Krejčí) 43:37' David Pastrňák (Michal Jordán, Tomáš Hertl) 54:42' David Kämpf (Jiří Smejkal) 58:08' David Kämpf (Radim Šimek) 59:23' David Pastrňák (Tomáš Hertl, Roman Červenka) | 0:1 0:2 1:2 1:3 2:3 3:3 4:3 5:3 6:3 7:3 7:4 8:4 | 09:33' Karson Kuhlman (Ben Mayers, Andrew Peeke) 12:14' Adam Gaudette (Matthew Boldy, T.J. Tynan) 19:47' Karson Kuhlman (Nate Schmidt, Sam Lafferty) 58:41' Thomas Bordeleau (Austin Watson, John Hayden) | Rozhodčí: Lassi Heikkinen Fraser Lawrence Čároví: Hannu Sormunen Nathan van Oosten |
| 6 min | 6 min | Tresty                                          | 8 min | Rozhodčí: Lassi Heikkinen Fraser Lawrence Čároví: Hannu Sormunen Nathan van Oosten |
| 33 | 33 | Střely                                          | 24 | Rozhodčí: Lassi Heikkinen Fraser Lawrence Čároví: Hannu Sormunen Nathan van Oosten |

### Finále
| 29. května 2022 19:20 | Finsko | 4:3 PP (0:0, 0:1, 3:2 - 1:0) | Kanada | Nokia Arena, Tampere Návštěvnost: 11 487 |  |

| Zpráva | |                             | |                                                                      |
| Jussi Olkinuora | Jussi Olkinuora | Brankáři                    | Chris Driedger, Matt Tomkins | Rozhodčí: Mikael Nord Linus Öhlund Čároví: Nick Briganti Šimon Synek |
| 44:13' Mikael Granlund (Miro Heiskanen, Mikko Lehtonen) 45:57' Mikael Granlund (Mikko Lehtonen, Teemu Hartikainen) 54:04' Joel Armia (Juho Lammikko) 66:42' Sakari Manninen (Mikael Granlund, Miro Heiskanen) | 44:13' Mikael Granlund (Miro Heiskanen, Mikko Lehtonen) 45:57' Mikael Granlund (Mikko Lehtonen, Teemu Hartikainen) 54:04' Joel Armia (Juho Lammikko) 66:42' Sakari Manninen (Mikael Granlund, Miro Heiskanen) | 0:1 1:1 2:1 3:1 3:2 3:3 4:3 | 24:00' Dylan Cozens (Matt Bazal, Damon Severson) 57:48' Zach Whitecloud (Matt Bazal, Josh Anderson) 58:36' Max Comtois (Matt Bazal, Drake Batherson) | Rozhodčí: Mikael Nord Linus Öhlund Čároví: Nick Briganti Šimon Synek |
| 4 min | 4 min | Tresty                      | 10 min | Rozhodčí: Mikael Nord Linus Öhlund Čároví: Nick Briganti Šimon Synek |
| 31 | 31 | Střely                      | 22 | Rozhodčí: Mikael Nord Linus Öhlund Čároví: Nick Briganti Šimon Synek |

## Konečné pořadí
| Poř.             | Tým            | Z  | V | VP | PP | P | GV | GI | +/− | B  | Soupiska | Konečný výsledek                                  |
| ---------------- | -------------- | -- | - | -- | -- | - | -- | -- | --- | -- | -------- | ------------------------------------------------- |
| Zlatá medaile    | Finsko         | 10 | 8 | 1  | 1  | 0 | 37 | 13 | +24 | 27 | Soupiska | Šampioni                                          |
| Stříbrná medaile | Kanada         | 10 | 6 | 1  | 1  | 2 | 47 | 26 | +24 | 21 | Soupiska | Finalisté                                         |
| Bronzová medaile | Česko          | 10 | 6 | 0  | 1  | 3 | 32 | 24 | +8  | 19 | Soupiska | Třetí místo                                       |
| 4.               | USA            | 10 | 4 | 2  | 0  | 4 | 28 | 24 | +4  | 16 | Soupiska | Čtvrté místo                                      |
|                  |                |    |   |    |    |   |    |    |     |    |          |                                                   |
| 5.               | Švýcarsko      | 8  | 6 | 1  | 0  | 1 | 34 | 18 | +16 | 20 | Soupiska | Vyřazeni ve čtvrtfinále                           |
| 6.               | Švédsko        | 8  | 5 | 1  | 2  | 0 | 30 | 14 | +16 | 19 | Soupiska | Vyřazeni ve čtvrtfinále                           |
| 7.               | Německo        | 8  | 5 | 0  | 1  | 2 | 27 | 24 | +3  | 16 | Soupiska | Vyřazeni ve čtvrtfinále                           |
| 8.               | Slovensko      | 8  | 4 | 0  | 0  | 4 | 25 | 23 | +2  | 12 | Soupiska | Vyřazeni ve čtvrtfinále                           |
|                  |                |    |   |    |    |   |    |    |     |    |          |                                                   |
| 9.               | Dánsko         | 7  | 4 | 0  | 0  | 3 | 18 | 18 | 0   | 12 | Soupiska | Vyřazeni ve skupinách                             |
| 10.              | Lotyšsko       | 7  | 2 | 1  | 0  | 4 | 14 | 20 | -6  | 8  | Soupiska | Vyřazeni ve skupinách                             |
| 11.              | Rakousko       | 7  | 1 | 1  | 2  | 3 | 16 | 22 | -6  | 7  | Soupiska | Vyřazeni ve skupinách                             |
| 12.              | Francie        | 7  | 1 | 1  | 0  | 5 | 11 | 24 | -13 | 5  | Soupiska | Vyřazeni ve skupinách                             |
| 13.              | Norsko         | 7  | 1 | 1  | 0  | 5 | 15 | 29 | -14 | 5  | Soupiska | Vyřazeni ve skupinách                             |
| 14.              | Kazachstán     | 7  | 1 | 0  | 0  | 6 | 19 | 31 | -12 | 3  | Soupiska | Vyřazeni ve skupinách                             |
|                  |                |    |   |    |    |   |    |    |     |    |          |                                                   |
| 15.              | Itálie         | 7  | 0 | 0  | 1  | 6 | 12 | 32 | -20 | 1  | Soupiska | Mistrovství světa v ledním hokeji 2023 (Divize I) |
| 16.              | Velká Británie | 7  | 0 | 0  | 1  | 6 | 10 | 33 | -23 | 1  | Soupiska | Mistrovství světa v ledním hokeji 2023 (Divize I) |

| Sestupují do 1. divize pro rok 2023: Itálie a Velká Británie                |
| Postupují z 1. divize do turnaje MS Elit pro rok 2023: Slovinsko a Maďarsko |

### Individuální ocenění
Nejlepším brankářem MS (a zároveň nejužitečnějším hráčem turnaje) byl vyhlášen Jussi Olkinuora z Finska, nejlepším obráncem jeho krajan Mikko Lehtonen, nejlepším útočníkem pak Čech Roman Červenka, který ovládl i tabulku kanadského bodování.
All Star tým by podle akreditovaných novinářů vypadal: Jussi Olkinuora (FIN) – Mikko Lehtonen (FIN), Seth Jones (USA) – Pierre-Luc Dubois (CAN), Roman Červenka (CZE), Sakari Manninen (FIN).

#### Kanadské bodování
Nejlepších 10 hráčů dle kanadského bodování: 
| Poř. | Hráč              | Záp. | G | A  | Body |
| ---- | ----------------- | ---- | - | -- | ---- |
| 1.   | Roman Červenka    | 10   | 5 | 12 | 17   |
| 2.   | Drake Batherson   | 10   | 3 | 10 | 13   |
| 3.   | Dylan Cozens      | 10   | 7 | 6  | 13   |
| 4.   | Pierre-Luc Dubois | 10   | 7 | 6  | 13   |
| 5.   | David Krejčí      | 10   | 3 | 9  | 12   |
| 6.   | Mikko Lehtonen    | 10   | 2 | 10 | 12   |
| 7.   | Denis Malgin      | 8    | 5 | 7  | 12   |
| 8.   | Mikael Granlund   | 9    | 5 | 6  | 11   |
| 9.   | Sakari Manninen   | 10   | 6 | 4  | 10   |
| 10.  | David Pastrňák    | 7    | 7 | 3  | 10   |